# Binnenhof (Den Haag)

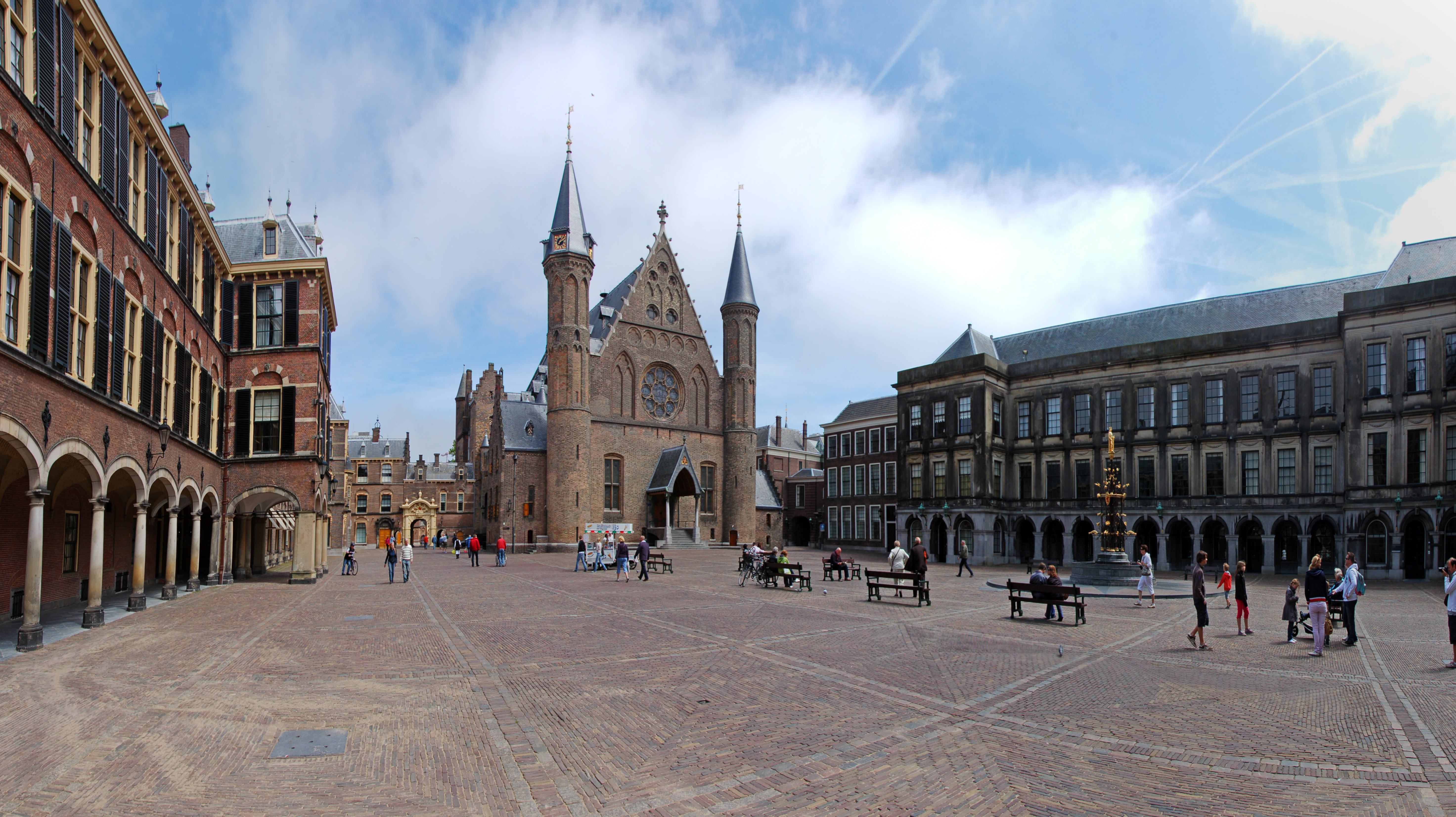
Binnenaanzicht van het Binnenhof, met in het midden de Ridderzaal

Het Binnenhof (historische naam: Hof van Holland) is een gebouwencomplex in het centrum van Den Haag, dat al eeuwenlang het middelpunt is van de Hollandse en Nederlandse politiek. Hier zetelen en vergaderen de Eerste en Tweede Kamer, de twee colleges die samen de Nederlandse volksvertegenwoordiging vormen, het parlement genoemd. Ook de minister-president, voorzitter van de ministerraad en officiële vertegenwoordiger van de Nederlandse staat, houdt hier kantoor, in het Torentje. Ten slotte is er de Afdeling advisering van de Raad van State (AARvS) gevestigd, die als openbare taak heeft om regering en parlement onafhankelijk te adviseren over wetgeving en bestuur.
Het ontstaan van het Binnenhof gaat terug tot de bouw van een kasteel door de graven van Holland, die er sinds de dertiende eeuw hun residentie hielden. Later werden zij in deze keuze opgevolgd door stadhouders, de Staten van Holland en West-Friesland, de Staten-Generaal van de Nederlanden en, sinds 1815, de Staten-Generaal van het Koninkrijk der Nederlanden. Het Binnenhof is het oudste parlementscomplex in Europa dat nog als zodanig dienstdoet, waarbinnen de vergaderzaal van de Eerste Kamer, rond 1655 gebouwd als vergaderzaal van de Staten van Holland en West-Friesland, kan worden gezien als de oudste in gebruik zijnde parlementaire vergaderzaal.
Het huidige Binnenhof is het resultaat van tal van verbouwingen door de eeuwen heen, waarbij steeds nieuwe onderdelen zijn toegevoegd en bestaande gewijzigd. De meest recente verbouwing werd voltooid in 1992. Daarbij werd het Tweede Kamercomplex uitgebreid en werd onder meer de vergaderzaal van de Tweede Kamer verplaatst. In 2021 werd gestart met een grootscheepse renovatie van het Binnenhof.
De stad Den Haag dankt haar ontstaan aan het Binnenhof, dat in de loop van de eeuwen zorgde voor een aanwas van bestuurders en werklieden, die zich in de nabijheid vestigden. Het wordt gerekend tot de Top 100 van Nederlandse rijksmonumenten. Het woord "Binnenhof" staat in het Nederlandse taalgebruik vaak synoniem voor Nederlandse parlement. Het Buitenhof is een aangrenzend plein, vroeger ook wel ‘Nederhof’ genoemd.

## Geschiedenis

### Oorsprong

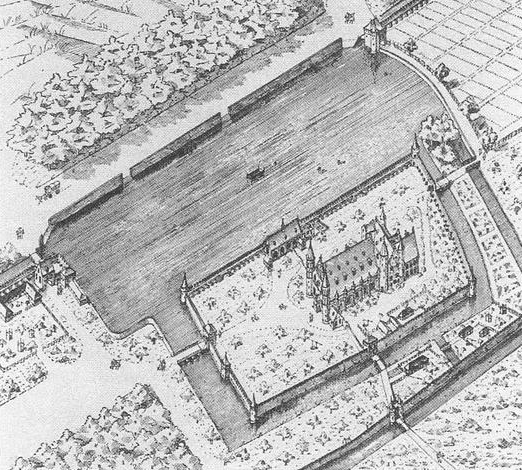
Impressie van het Binnenhof in de 13e eeuw volgens architect Cornelis Peters,

Over het ontstaan van het Binnenhof is niets met zekerheid bekend. Volgens een hypothese zou het terrein van het Binnenhof en omgeving in 1229 door graaf Floris IV van Holland zijn gekocht. In een akte uit 1229 bevestigde heer Dirk I van Wassenaer dat hij zijn bezit van de rechtspraak over het hof van wijlen vrouwe Meilendis, inclusief alle aanwezige "mannen en hoevenaars", had verkocht aan graaf Floris. Volgens sommige hedendaagse historici was vrouwe Meilendis waarschijnlijk de weduwe van Filips van Wassenaer, de vader van heer Dirk.
Over de exacte plek waar deze hof heeft gestaan, bestaat geen documentatie. In de loop van de geschiedenis werd door historici gesproken over met name drie mogelijke locaties: de plek van het huidige Binnenhof, de nabij gelegen Plaats en de Pastoorswarande in het Kortenbos.
Veel historici zijn het erover eens, dat de bouw van het grafelijk hof op het Binnenhof in direct verband staat met de verbouwing van de grafelijke villa "Losdun" tot Abdij van Loosduinen, die rond dezelfde tijd plaatsvond. De bouw van een nieuw grafelijk hof op relatief korte afstand maakte het bezit van de villa overbodig, waarna de graaf deze schonk aan de cisterciënzer kloosterorde. In de nog steeds bestaande middeleeuwse Abdijkerk van Loosduinen is bouwkundige verwantschap herkenbaar met het grafelijk hof op het Binnenhof.

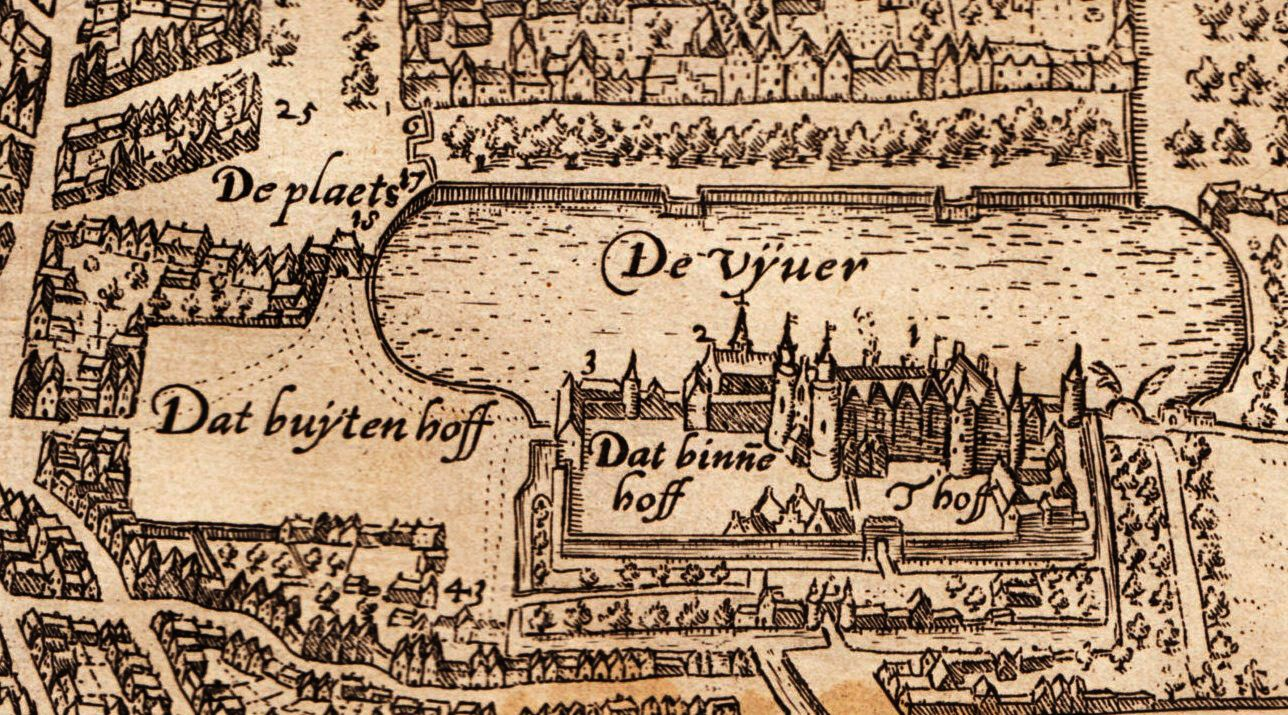
Het Binnenhof en omgeving aan het eind van de zestiende eeuw

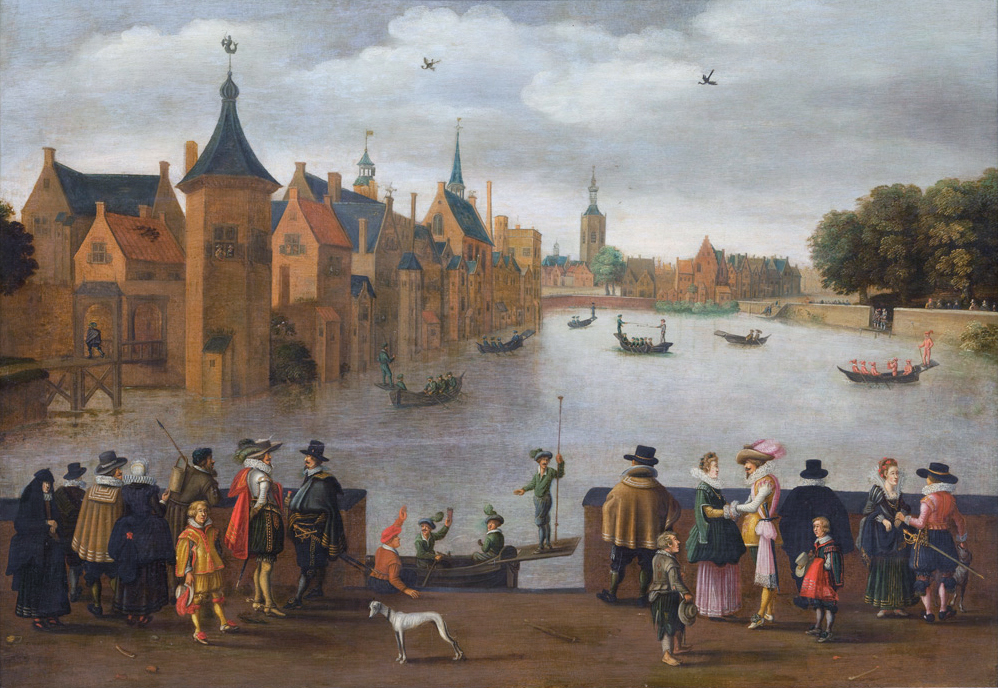
De bebouwing van het Binnenhof langs de Hofvijver met een watersteekspel op het water; omstreeks 1625.

### Eerste grafelijke kasteel
De eerste bebouwing door de graaf van Holland bestond naar alle waarschijnlijkheid uit het huidige Rolgebouw als woonkwartier, met de Haagtoren, alsmede een vrijstaande zaal op de plek van de nog bestaande oudste kelder onder de Ridderzaal. In die tijd was het Rolgebouw waarschijnlijk een etage lager. Deze conclusie werd reeds getrokken in 1907 door de Commissie van Advies, na bouwkundig onderzoek in verband met de restauratie van het complex.
Op 7 april 2025 werd bekend gemaakt dat er bij archeologische opgravingen in het Binnenhof, in de omgeving van het Buitenhof, tussen de Mauritstoren en de Stadhouderspoort, bijna 800 jaar oude bouwsporen zijn gevonden. Geconcludeerd werd dat het complex in de 13e eeuw veel groter was dan tot nu toe werd aangenomen. Al in de oudste bouwfase was er veel meer bebouwing dan gedacht, waaronder een poortgebouw. Al kort na het ontstaan omstreeks 1230 was het "Een hof met koninklijke architectuur en een nog grotere ambitie als keizerlijk paleis.", aldus de onderzoekers.

### Uitbreiding
Zeker is dat de zoon van Floris IV, graaf Willem II, begon met de uitbreiding tot een kasteelcomplex waar ook het toen ommuurde Buitenhof inclusief de Gevangenpoort deel van uitmaakte. Tussen 1248 en 1280 bouwde Willem de hofkapel en de gotische Ridderzaal. Links en rechts, haaks op de Ridderzaal, staat een muur die de ruimte voor en achter het gebouw splitste. Beide muren hebben een poort. Aan het einde van de muur, bij de Hofvijver, werd de hofkapel gebouwd, en vlak daarbij het Ridderhuis, waar bezoekende ridders onderdak kregen; aan de zuidkant kwamen keukens. De zuiderpoort werd de Keukenpoort genoemd, en daarachter lag de Keukenhof ('Cokenplein').
Achter de ridderzaal werden woonvertrekken aangebouwd. Een poort (later de Maurits- of Grenadierspoort genoemd) en brug gaven toegang tot de kooltuin en een boomgaard. Daar zijn nu het Mauritshuis en het Plein.
Vermoedelijk werd het kasteel voltooid tijdens de regering van Willems zoon, graaf Floris V, en was het Binnenhof waarschijnlijk korte tijd residentie van de graven van Holland. De graven van Henegouwen woonden slechts tijdelijk op het Binnenhof. Desondanks breidden zij het kasteel uit met nieuwe gebouwen. Onder enkele graven van Beieren was het kasteel weer wel residentie. Met name Albrecht van Beieren heeft er lang gewoond.
Behalve de Hofvijver werd het Binnenhof eeuwenlang omringd door grachten, die ook via het Spui toegang gaven naar Delft. Dat was onder meer belangrijk voor de aanvoer van bier, want alleen steden met stadsrechten mochten bier maken. Tegenwoordig is van al dat water alleen de Hofvijver overgebleven en een klein stukje gracht naast het Torentje.

### Bijna afgebroken

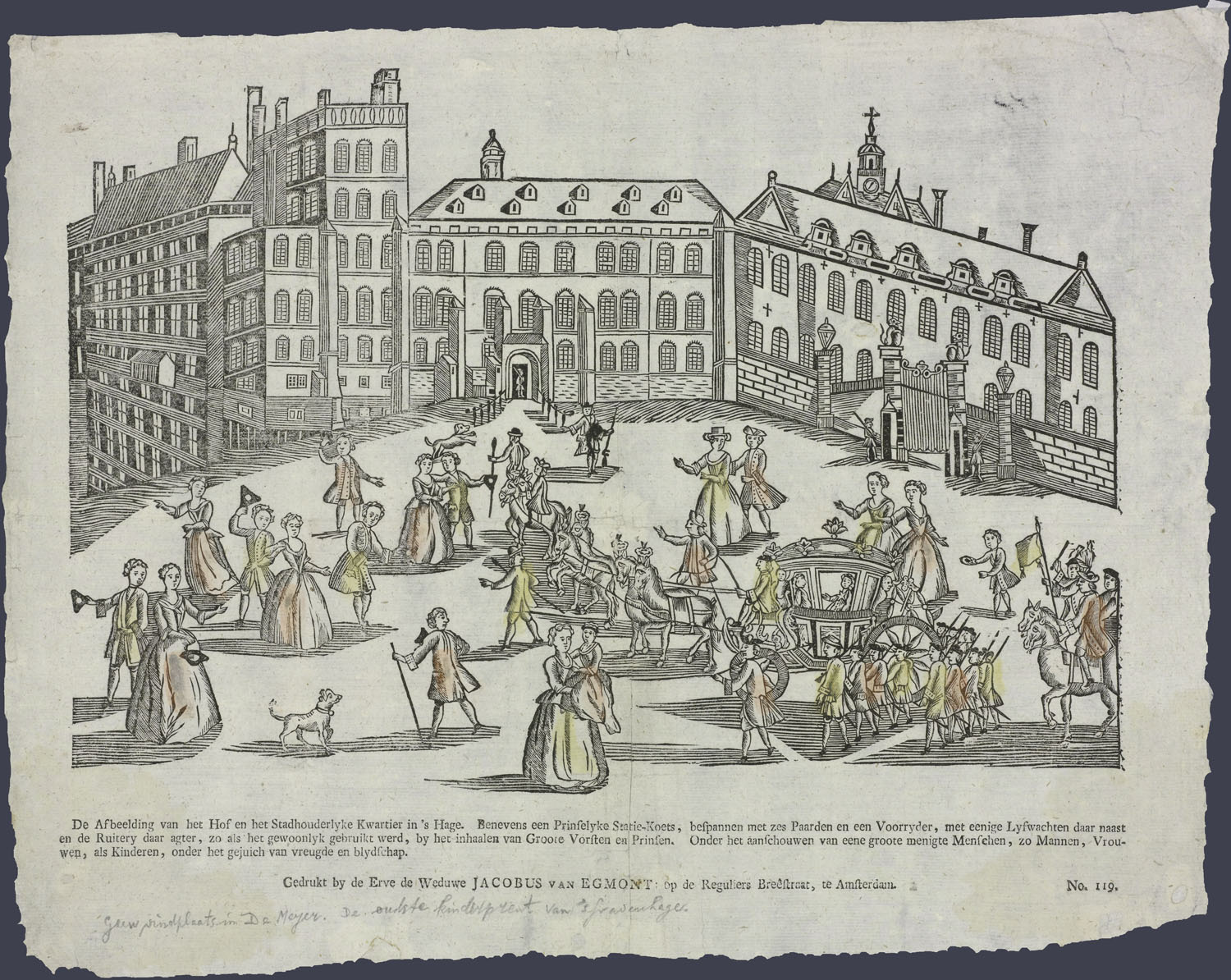
De buitenkant van het Binnenhofcomplex met een prinselijke statie-koets met paarden op de voorgrond (centsprent van ca. 1780).

Tot twee keer toe zijn er plannen geweest om het Binnenhof af te breken. Tussen 1806 en 1810 werd het land bestuurd vanuit Amsterdam: koning Lodewijk Napoleon verplaatste zijn zetel naar Amsterdam. Koning Lodewijk stelde het complex ter beschikking aan het Departement van Oorlog, dat in een groot deel van het gebouwencomplex een militaire opleiding vestigde met ruim 1.500 leerlingen. Op andere delen van het Binnenhof werden vertrekken gebruikt door lokale verenigingen, of ze dienden als opslagruimte. Een deel stond leeg.

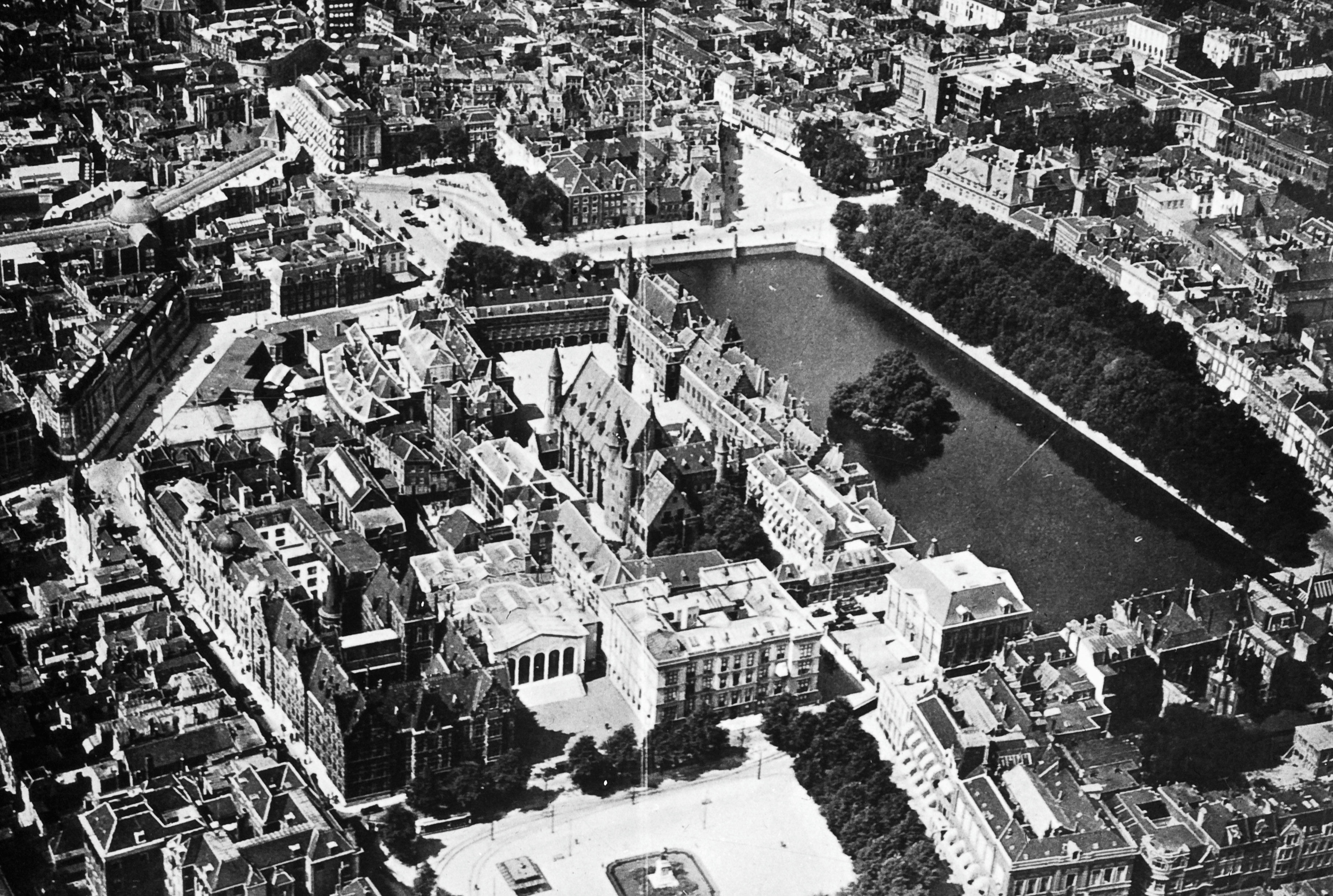
Luchtfoto van het Binnenhof in 1938 nog zonder de uitbreiding van de Tweede Kamer

De koning stuurde zijn minister van Financiën Alexander Gogel naar Den Haag om een rapport op te stellen over de staat van het Binnenhof. Gogel stelde dat het Binnenhof in een zeer slechte staat was en adviseerde zelfs om grote delen af te breken, waaronder de Ridderzaal, alle grafelijke vertrekken, de stadhouderlijke vleugel en de overige bebouwing aan de zuid- en oostzijde van het Binnenhof. Het sloopmateriaal kon dan worden verkocht aan de meestbiedende, concludeerde Gogel.
Het zou er echter niet van komen, aangezien koning Lodewijk in 1810 aftrad en Nederland door zijn broer keizer Napoleon bij Frankrijk werd gevoegd. Onder de keizer werd het gebruik van het Binnenhof door het Departement van Oorlog verder geïntensiveerd. Napoleon was continu in oorlogen verwikkeld en maakte daarom dat gebruik noodzakelijk. Hij vestigde op het Binnenhof onder meer de Hoge Militaire Vierschaar en een militair ziekenhuis. Het Binnenhof werd daarbij afgesloten voor het algemeen publiek, dat boos reageerde. De in 1813 aangetreden koning Willem I besloot het Binnenhof weer in gebruik te nemen, waardoor het weer werd beschermd tegen afbraak.
De tweede keer dat er dreiging was om het Binnenhof af te breken was in 1848. De toenmalige Staten-Generaal wilden een duidelijk signaal afgeven dat de grondwetsherziening van 1848 de macht bij de Staten-Generaal legde in plaats van bij de koning, en het leek de leden een goed idee om als gebaar het oude machtscentrum af te breken en nieuwe regeringsgebouwen neer te zetten. De lokale bevolking had echter meer oog voor de historische waarde van het Binnenhof en kwam met succes in verzet tegen de plannen.
In 1863 kwam Johan Rudolph Thorbecke met nieuwe plannen voor het bouwen van een "Paleis voor de Staten-Generaal". In dat jaar loodste hij een wet door het parlement heen dat een vervanging van de oude gebouwen mogelijk zou maken. Er werden verschillende ontwerpen gemaakt voor een nieuw parlementsgebouw, waaronder door de Beierse architecten Emil en Ludwig Lange. Deze plannen stuitten op verzet van conservatieve Eerste en Tweede Kamerleden. Uiteindelijk werden in de jaren 1870 de laatste plannen afgekeurd.

### Tweede Wereldoorlog
Tijdens de bezetting van Nederland door nazi-Duitsland (1940-1945) werd het Binnenhof door de Duitsers als zetel van het bestuur gebruikt.

### Verbouwing en uitbreiding in 1992

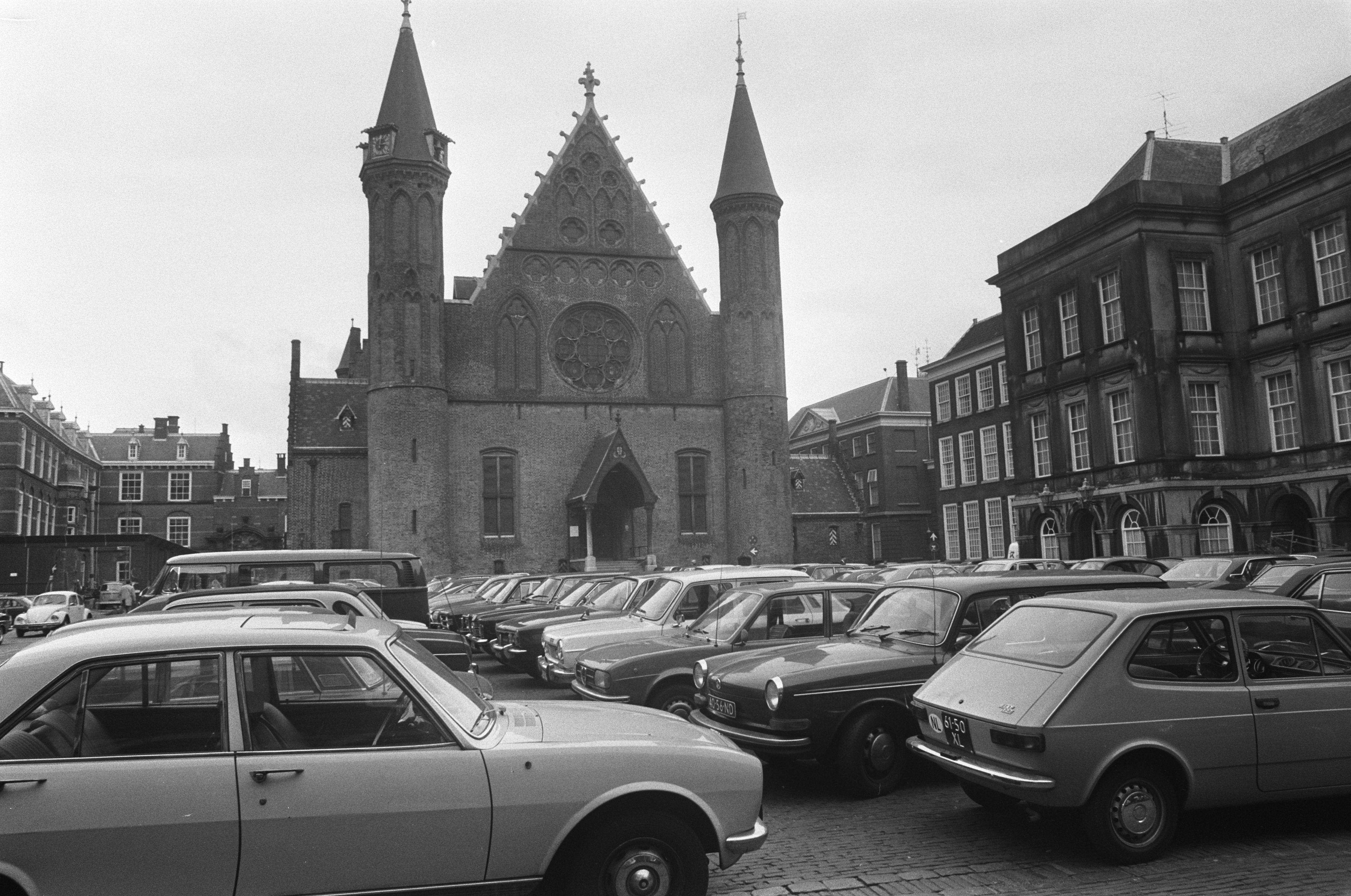
Tot in de jaren 80 van de 20e eeuw deed het Binnenhof nog dienst als parkeerplaats.

Juli 1983 werd het Binnenhof autovrij na realisatie van een ondergrondse parkeergarage.
Het huidige Binnenhof bestaat al lange tijd en is sinds de 19e eeuw weinig van uiterlijk veranderd, al stelt de huidige opzet van het parlement andere eisen aan de faciliteiten dan enkele eeuwen geleden. Tot 1992 was de Oude Zaal (de Balzaal van stadhouder Willem V uit de 18e eeuw) de zittingszaal van de Tweede Kamer der Staten-Generaal. De zaal was te klein om de 150 leden van de Kamer te huisvesten samen met alle ondersteunende personen. In 1992 werd daarom naar ontwerp van architect Pi de Bruin het complex verbouwd en uitgebreid met een nieuwe vergaderzaal voor de Tweede Kamer. De oude vergaderzaal werd in oude staat teruggebracht en voorzien van moderne (kunst-)toevoegingen.

### Renovatie 2021-heden
In 2021 startte opnieuw een grootschalige verbouwing van het Binnenhof. Er komt onder meer een nieuwe publieksingang. Om de werkzaamheden te kunnen volgen is in 2024 op het Buitenhof een uitkijktoren geplaatst. De ingebruikname is gepland medio 2030.

## Onderdelen

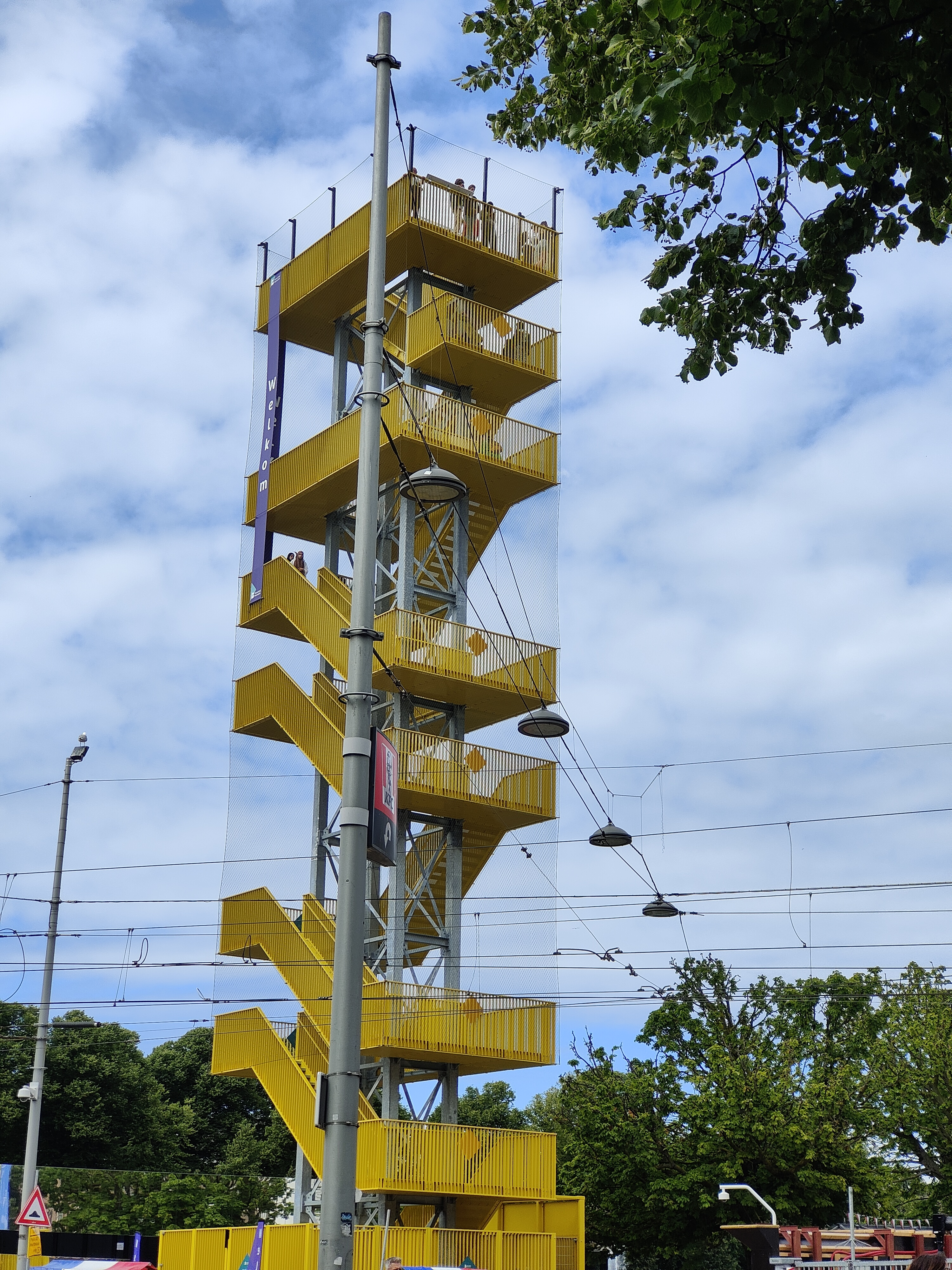
Tijdelijke uitzichttoren voor de duur van de verbouwing. Deze staat nog niet op de andere foto, maar de locatie is rechts op die foto, bij de Mauritstoren.

### De Ridderzaal

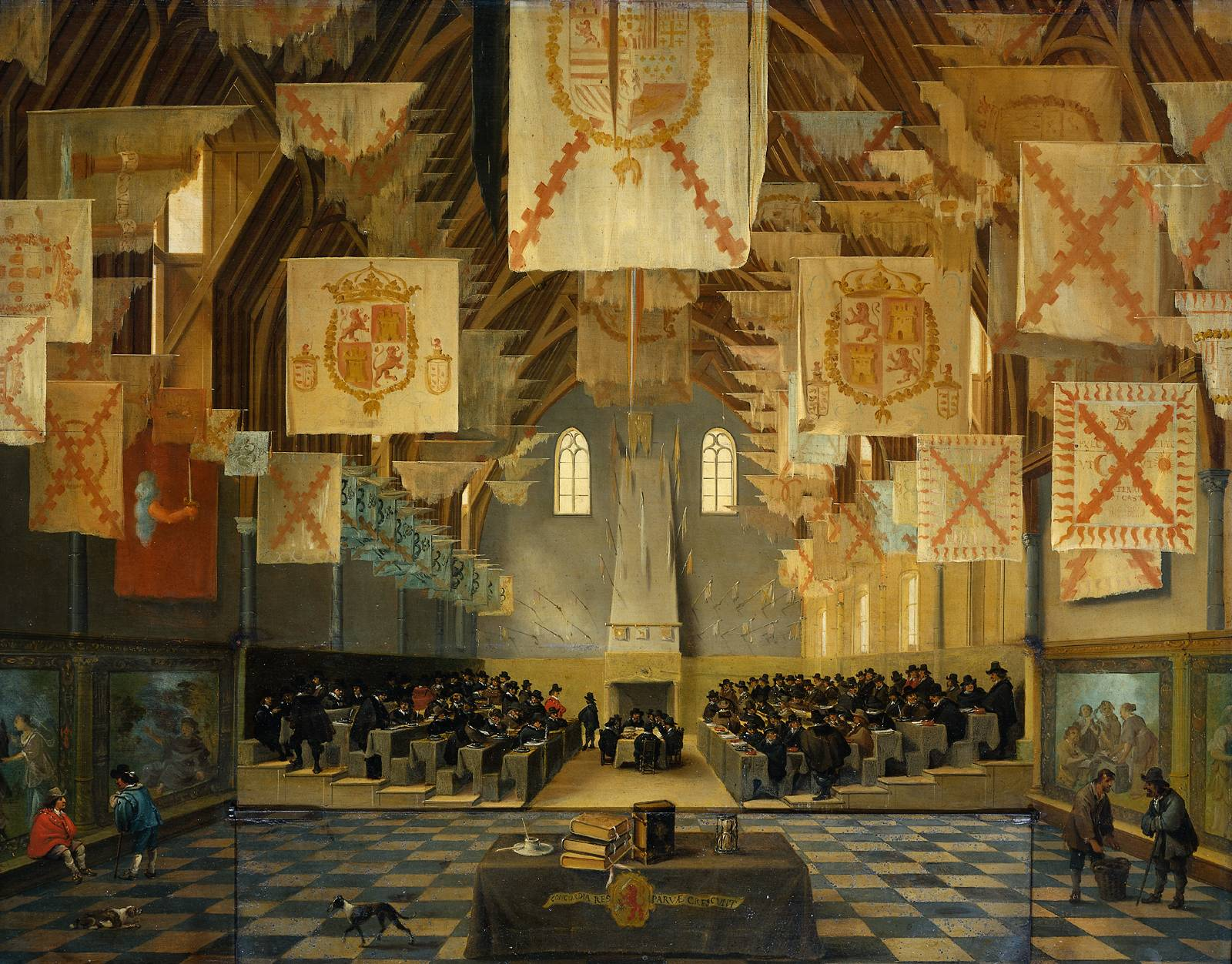
Vergadering in de Ridderzaal anno 1651, geschilderd door Dirck van Delen

De Ridderzaal is een grote zaal in het gotische gebouw, dat midden in het Binnenhof staat (de Grafelijke zalen). Hier wordt jaarlijks op de derde dinsdag in september in de Verenigde Vergadering der Staten-Generaal de troonrede uitgesproken door de Koning. De naam Ridderzaal is een romantisch verzinsel uit de 19e eeuw. Vanouds werd deze zaal aangeduid als de 'Groote Zaal' en ook wel als de 'Loterijzaal'. Oorspronkelijk is de zaal een uitbreiding van een onder graaf Floris IV van Holland begonnen paleis. Door graaf Willem II van Holland werd aan de westzijde van dat paleis een Grote Zaal opgericht. Graaf Floris V van Holland liet die door zijn vader begonnen zaal waarschijnlijk weer gedeeltelijk afbreken, om daarvoor in de plaats een nog veel grotere zaal op te richten.
De laat-middeleeuwse Ridderzaal meet inwendig 17,89 meter breed en 38,30 meter diep. De kap heeft een vrije overspanning van 17,80 meter. De voet van de kap ligt op 7,53 meter hoogte en de nok is 25,74 meter hoog. In die tijd was dit een constructie die in Nederland niet werd geëvenaard en zich kon meten met de grootste zalen elders in Europa.
In de loop der eeuwen werd er het nodige aan het complex verbouwd en werden er ook tal van bouwwerken tegenaan gebouwd. De restauratie van het complex van Grafelijke Zalen begon al onder koning Lodewijk door de architect Adriaan Noordendorp. In de jaren zestig van de 19e eeuw liet rijksbouwmeester Willem Nicolaas Rose het complex grondig onderzoeken, om vervolgens de Grote Zaal te restaureren. Omdat Rose niet kon geloven dat de grote houten kap uit de bouwtijd van de zaal dateerde (de kap had voor die tijd een ongekende constructie en overspanning) en die kap bovendien in zeer slechte staat verkeerde, verving hij de kap door een gietijzeren overspanning. Dat kwam hem op veel kritiek te staan. In de jaren zeventig van de 19e eeuw werd de westgevel van de zaal gerestaureerd onder leiding van Pierre Cuypers. Daarbij kregen de beide torentjes hun huidige vorm. De meest ingrijpende restauratie begon kort voor de eeuwwisseling en werd afgerond in 1904. Onder leiding van rijksbouwmeester Daniël Knuttel werden de aanbouwen verwijderd en kreeg de Grote Zaal een nieuwe kap, die nauwgezet de door Johannes Craner in opdracht van Rose gemaakte tekeningen van de oorspronkelijke kap volgt. Bij deze restauratie is ook een roosvenster toegevoegd.
In 2006 werd het interieur van de Grote Zaal gerenoveerd. De vlaggen zijn verdwenen en er hangen nu wandkleden aan de muur. Ook zijn het podium en de bekleding van de troon vernieuwd en is het baldakijn kleiner gemaakt.
In 2020-2021 werd de Ridderzaal gebruikt als vergaderruimte voor de Eerste Kamer, omdat deze zaal meer ruimte had om, vanwege de coronacrisis, tijdens de vergaderingen voldoende afstand te kunnen houden tussen de aanwezige leden. Om dezelfde reden werden de troonredes van deze jaren uitgesproken in de Grote Kerk. Hier was meer ruimte om voldoende afstand te houden dan in de Ridderzaal. Tijdens de renovatie van het Binnenhof wordt de troonrede in de Koninklijke Schouwburg uitgesproken.

### Trêveszaal

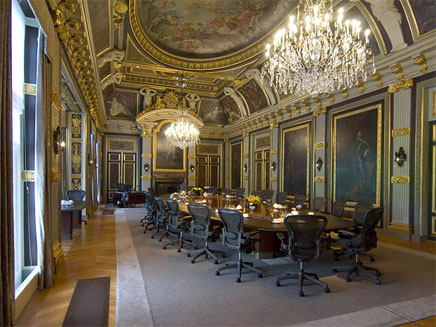
Interieur van de Trêveszaal

In 1588 werden er aan de zijde van de Hofvijver een vergaderzaal met enkele naastgelegen werkruimtes gebouwd voor de Staten-Generaal, op de plek waar later de Trêveszaal zou worden gerealiseerd. Hier vonden in 1608 onderhandelingen plaats die hebben geleid tot het Twaalfjarig Bestand tijdens de Tachtigjarige Oorlog. De zaal was eenvoudig van inrichting; in 1620 noemde een buitenlandse bezoeker de zaal en aangelegen vertrekken ronduit armoedig.
De Staten-Generaal gaven pas in 1696 aan architect Daniël Marot de opdracht om de zaal en aangrenzende ruimten om te vormen tot een grote ontvangstzaal waar gezanten op gepaste wijze ontvangen konden worden, met ernaast een volledig gerenoveerde vergaderruimte. Voor de grote ontvangstzaal werd het plafond aanzienlijk verhoogd en de gevel aan de Hofvijverzijde vervangen. De in Louis XIV-stijl herbouwde zaal met uitbundige versieringen werd in oktober 1697 in gebruik genomen. Verwijzend naar de bestandsonderhandelingen uit 1608 werd de nieuwe zaal "Trêveszaal" ofwel bestandszaal genoemd.
Sinds de twintigste eeuw gebruikt de Nederlandse ministerraad de Trêveszaal als vergaderruimte.

### Torentje

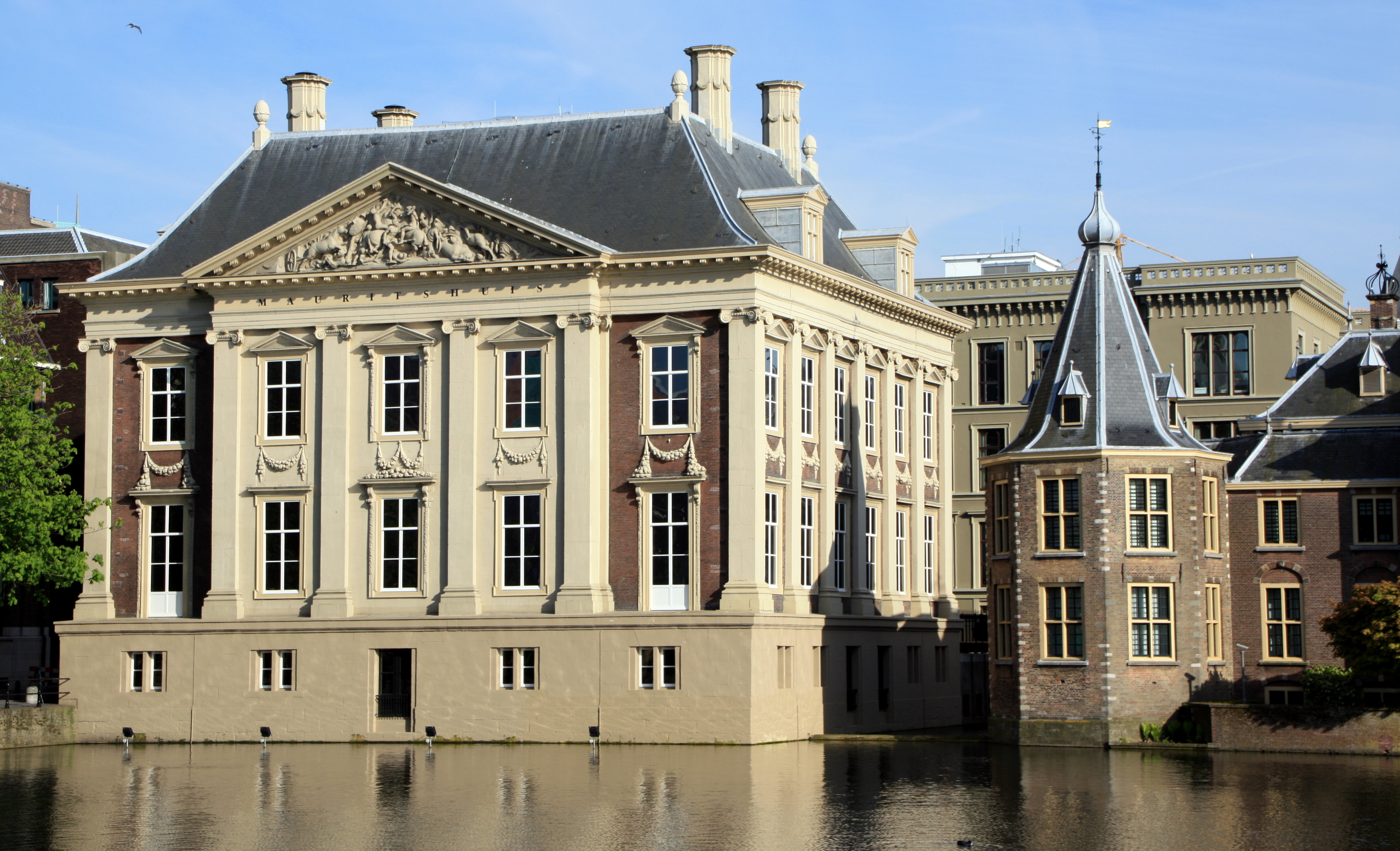
Het Torentje (rechts) en het Mauritshuis

Het Torentje, dat hoofdzakelijk dateert uit de vijftiende eeuw, is sinds 1982 de werkkamer van de minister-president. Ernaast ligt het museum het Mauritshuis dat in 1640 werd gebouwd als woning voor graaf Johan Maurits van Nassau-Siegen. Het Torentje is in de jaren 1840 gebruikt als werkkamer door staatsman Thorbecke, maar de verschillende premiers wisselden nog weleens van kantoor. Pas sinds de regeerperiode van Ruud Lubbers is het Torentje de vaste werkplek van de minister-president.
Aan de andere kant van het Torentje ligt de Maurits- of Grenadierspoort, die toegang geeft tot het Binnenhof. Recht tegenover het Torentje in het voormalige ministerie van Koloniën zijn nu kantoorruimten van de Tweede Kamer.

### Hofkapel

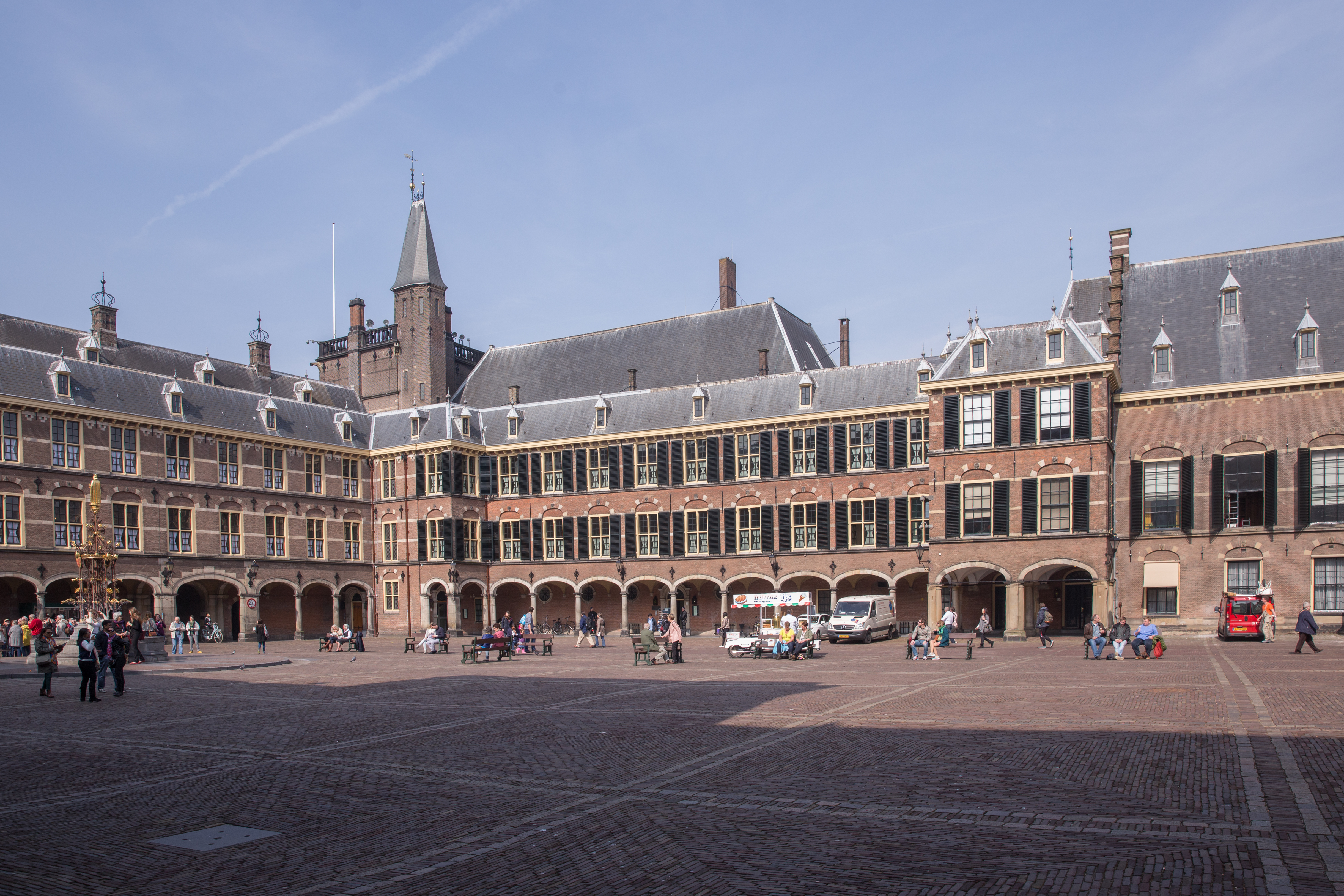
De Mauritstoren (links), de vergaderzaal van de Eerste Kamer (midden) en de restanten van de Hofkapel (rechts).

Sinds 1591 hield de Waals-Hervormde gemeente haar diensten in de oude Kapel van Maria ten Hove op het Binnenhof, gesticht door graaf Floris V van Holland. De Hofkapel werd in 1879 aan het Rijk verkocht. Na een grondige verbouwing kreeg het gebouw een andere bestemming. Tegenwoordig bevinden zich in dit deel van het Binnenhof de fractie-, commissie- en werkruimtes van de Eerste Kamer. Op de zolder is nog het oude houten gotische plafond te zien.

### Eerste Kamer
Op Binnenhof 22 is de Eerste Kamer der Staten-Generaal gevestigd. In 1650 gaven de Staten van Holland en West-Friesland aan de befaamde architect Pieter Post de opdracht een nieuwe monumentale vergaderzaal te bouwen. De bouw vond plaats tijdens het stadhouderloze tijdperk dat na de dood van stadhouder Willem II werd afgekondigd. Hiertoe werd een gedeelte van de stadhouderlijke residentie afgebroken. Van het stadhouderlijk paleis bleef de Mauritstoren, gelegen in de zuidwesthoek van het Binnenhof, intact. Tussen 1990 en 2016 werd hier ook het Groot Dictee der Nederlandse Taal voorgelezen door Philip Freriks al dan niet met een Vlaamse co-host.

### Gravenkamer
Deze kamer bevindt zich in de voormalige Hofkapel en ontleent zijn naam aan de 36 portretten van de graven van Holland. Dit zijn portretten op houten paneeltjes uit de 16e/17e eeuw, gebaseerd op de prenten van Philips Galle. De bovenste rij portretten gaat van Dirk I tot Dirk IV, de middelste rij gaat van Floris III tot Margaretha II, de onderste rij gaat van Willem V tot Filips II.
Het College van Senioren vergadert elke dinsdag in de Gravenkamer.

### Mauritstoren

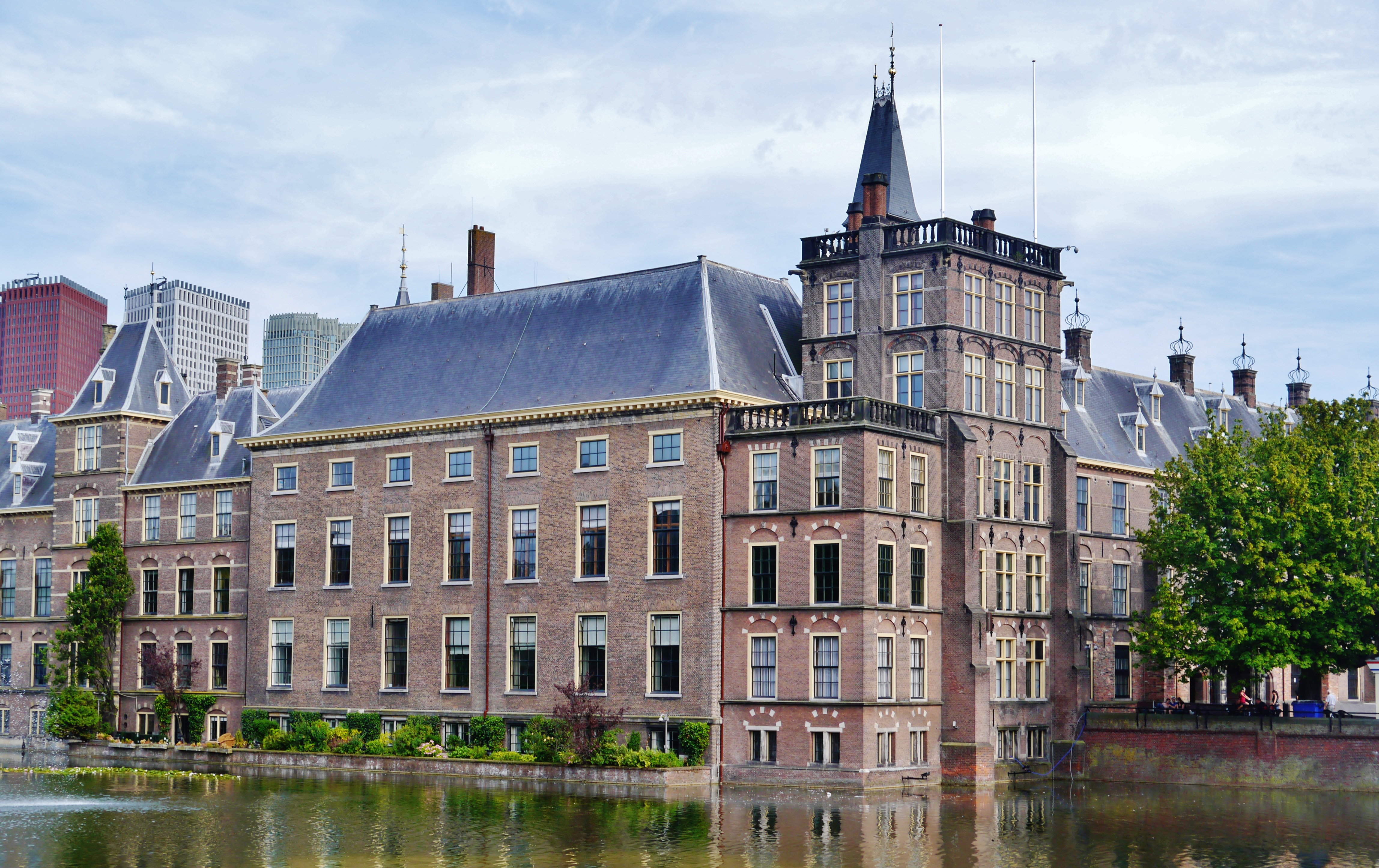
De Mauritstoren en de Eerste Kamer, gezien vanaf de Hofvijver

Op de eerste etage van de Mauritstoren bevindt zich een kamer die onder Stadhouder Willem V was ingericht als eetkamer. Deze kamer die uitkijkt op het Buitenhof, is lange tijd gebruikt als Ministerskamer door de ministers en staatssecretarissen, die zich hier voorbereidden op de plenaire behandeling van wetsvoorstellen in de Eerste Kamer. In de Ministerskamer vonden veelvuldig onderhandelingen in het kader van een kabinetsformatie plaats. In 2012 werd, na een verkennende fase in de Ministerskamer, verder onderhandeld in het gebouw van de Tweede Kamer. Daarna kwam de ruimte in gebruik als fractiekamer in de Eerste Kamer.

### Goudsmids Keurhuis
Ten noorden van de Ridderzaal, op Binnenhof 6, staat een klein huis met het opschrift "t' Goutsmits Keurhuys". Het is in 1640 gebouwd voor het Gilde van de Goud- en Zilversmeden. Hier werden de keurmerken in zilveren en gouden voorwerpen geslagen.
Om bij het pand te komen moest men door de Spuipoort en de Hofpoort. De Stadhouderspoort bij het Buitenhof mocht alleen door de stadhouder gebruikt worden. Het pand ernaast, Binnenhof 4, werd in 1776 gebouwd. Het werd door de Tweede Kamer gebruikt.

### Fontein

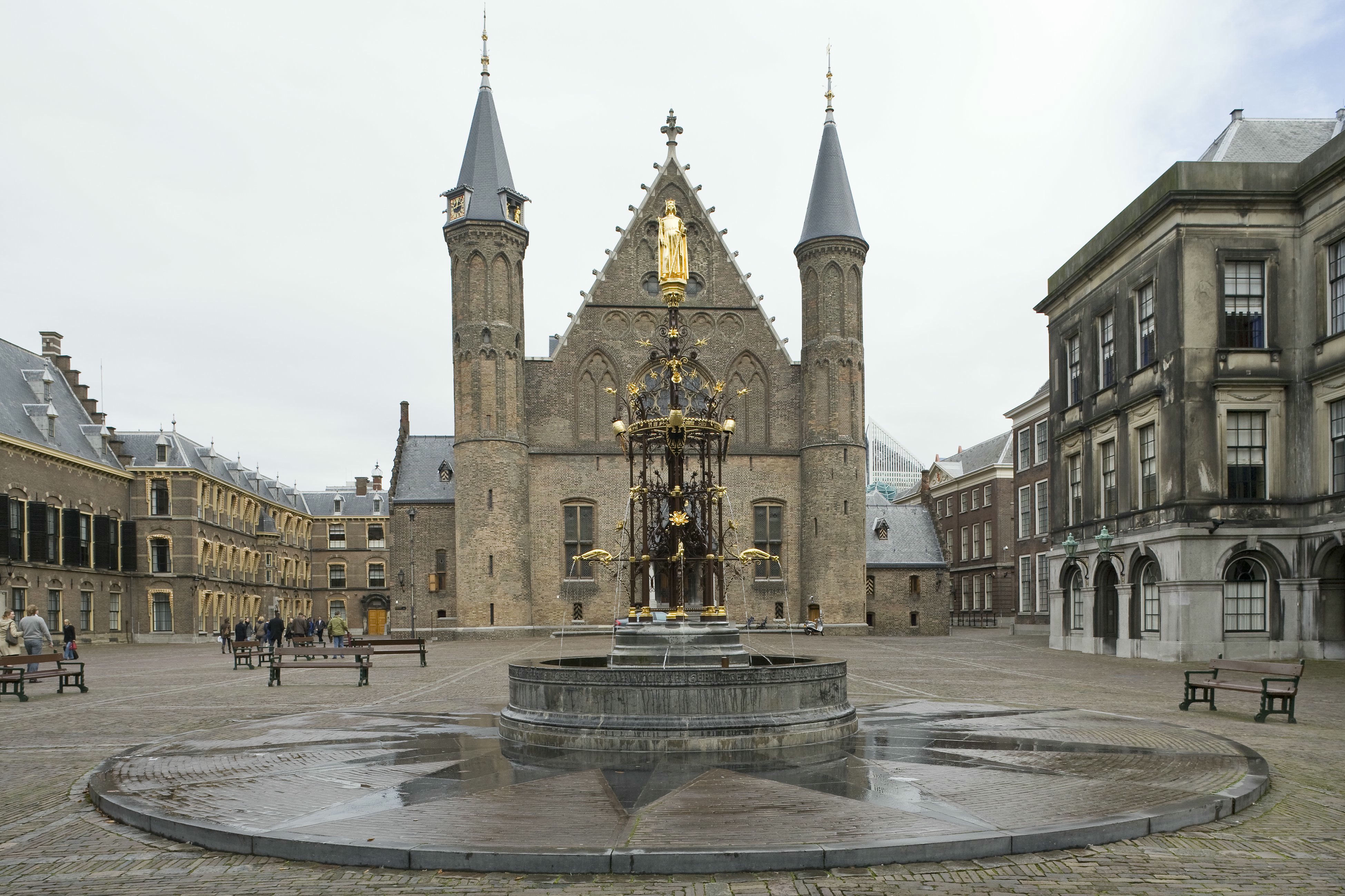
De Binnenhoffontein voor de Ridderzaal

De fontein is een geschenk van de Haagse burgerij, als dank voor de restauratie van de voorgevel van de Grafelijke Zalen (Ridderzaal). De regering aarzelde om het geschenk te aanvaarden, vanwege de kosten van het water. Dit probleem werd opgelost met de bepaling dat de fontein slechts op bepaalde hoogtijdagen zou spuiten. De fontein werd ontworpen door Pierre Cuypers.

### Waterpomp
Bij de Hofpoort staat een van de weinige oude pompen die in Den Haag zijn overgebleven. Er zijn nog enkele oude pompen elders in Den Haag bekend, onder andere op het Lange Voorhout, bij de Grote Kerk en in enkele hofjes.

### Poorten

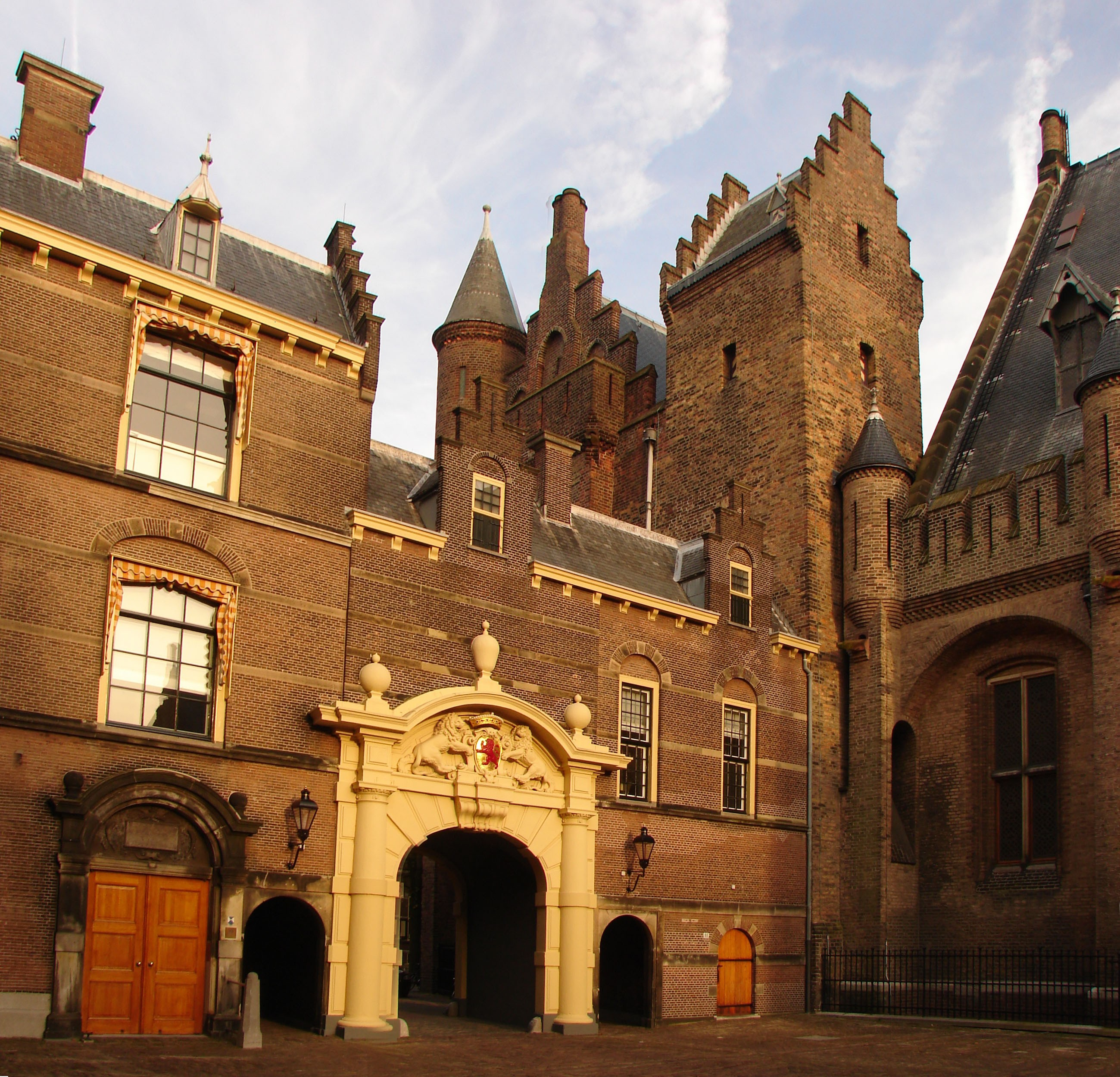
De Binnenpoort, gebouwd in 1634

Lang was het hele terrein van het Binnenhof en het Buitenhof ommuurd. Er waren poorten om van het Binnenhof naar de buitenhoven te gaan en van daaruit de buitenwereld te betreden.
- Stadhouderspoort uit 1620. Aan de westkant verbindt de Stadhouderspoort het Binnenhof met het Buitenhof, waar onder meer de stallen waren. Alleen de stadhouder maakte gebruik van deze poort. Van het Buitenhof kon men aan de noordkant via de Gevangenpoort naar de stad gaan. Via een ophaalbrug over de Haagse Beek kwam men dan uit op de Plaats, waar nu een standbeeld van Johan de Witt staat. Daaromheen woonden allerlei personen die met het Hof te maken hadden.
- Binnenpoort of Middenpoort uit 1634. Het Plein werd in 1633 opgeleverd en daarom werden in 1634 twee nieuwe poorten gebouwd. Ze lijken ook op elkaar. De Binnenpoort werd gebruikt om het Binnenhof af te sluiten. Tussen de Binnenpoort en de Buitenpoort vestigden zich voorname functionarissen.
- Mauritspoort of Buitenpoort of Grenadierspoort uit 1634, aan de oostzijde bij het Mauritshuis en het Torentje. Men kon het Binnenhof ook aan de oostkant verlaten door de Mauritspoort om te wandelen in de ommuurde moestuinen of te gaan jagen in het Haagse Bos.
- Hofpoort. Aan de zuidkant van het Binnenhof gaf de Hofpoort toegang tot de Hofsingel. Deze poort is in de 18e eeuw gebouwd.
- Spuipoort, gebouwd in de 14e eeuw, afgebroken in 1861. De poort stond op een eiland. Tussen het eiland en het Binnenhof was een vaste brug, die uitkwam bij de Hofpoort. Aan de andere kant van de Spuipoort was een ophaalbrug die uitkwam bij het Spui.

Op Prinsjesdag rijdt de Koning via de Mauritspoort en de Binnenpoort naar het Binnenhof, en langs dezelfde weg terug, hoewel de route via de Stadhouderspoort (vanaf paleis Noordeinde) veel korter is.
De Stadhouderspoort, de Binnenpoort en de Mauritspoort hebben aan weerszijden kleinere poortjes voor voetgangers.

## Trams op het Binnenhof

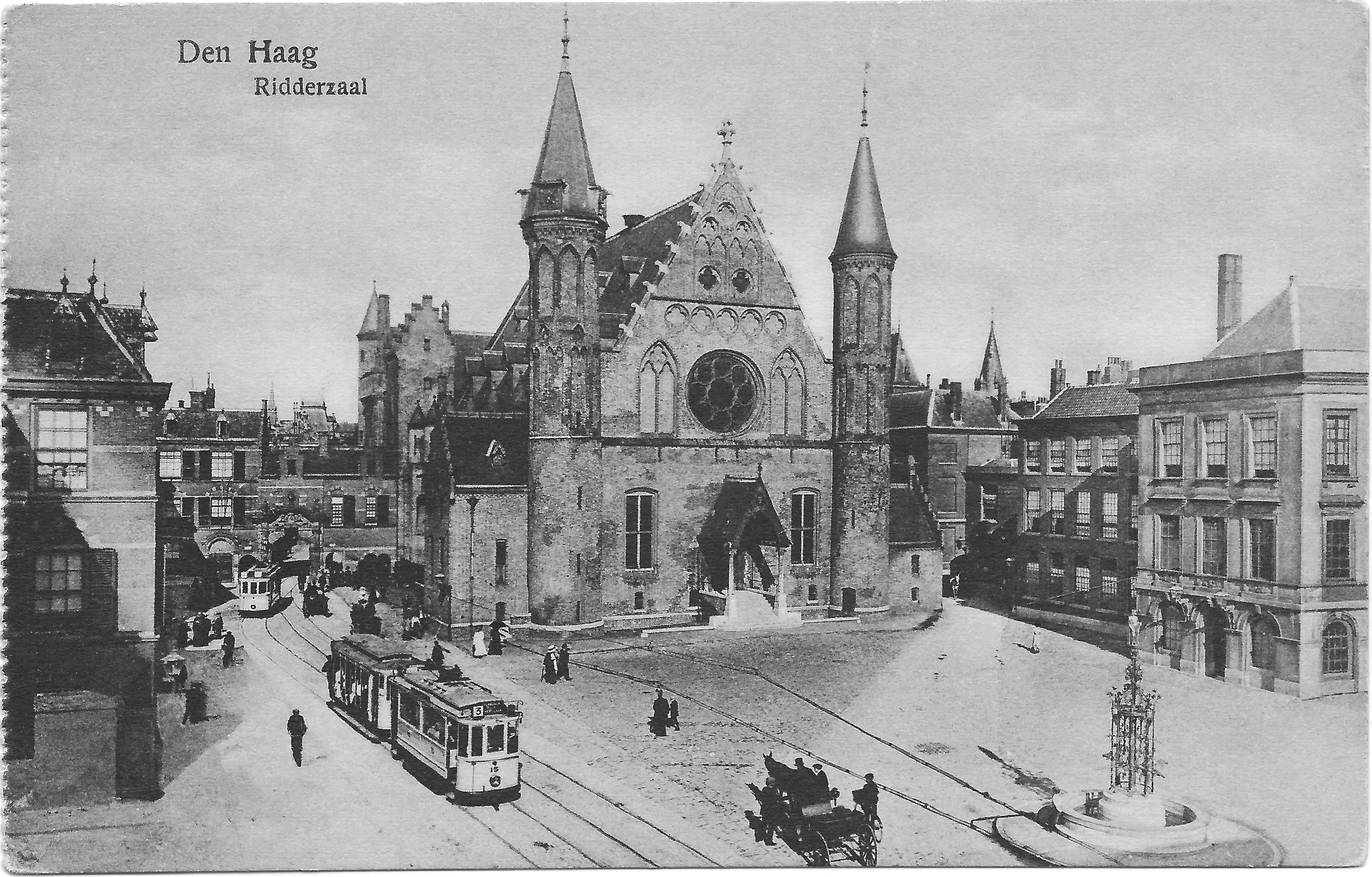
Het Binnenhof met tramlijn 3; omstreeks 1910.

Van 1880 tot 1924 was het Binnenhof onderdeel van de route van het Haagse tramnet tussen Buitenhof en Plein. De reden daarvan was dat er nog amper brede wegen waren, de Hofweg er nog niet was, en de Gevangenpoort te klein was. De eerste paardentram die door het Binnenhof reed was lijn D, vanaf 1 september 1880. Lijn D reed tussen de Loosduinse brug en het Rhynspoor-station, via het Westeinde.
Al voor 1905 waren er plannen elektrische trams door het Binnenhof te laten rijden, maar de Rijksoverheid weigerde jarenlang vergunning daarvoor af te geven. Redenen waren de mogelijke verstoring van de ambtenaren, en de gevaren van de bovenleiding voor koetsiers. Uiteindelijk kwam er "tijdelijke" toestemming.
Op 21 april 1906 werd de eerste paardentramlijn door het Binnenhof vervangen door de elektrische tramlijn 3. Op 4 maart 1907 kwam tramlijn 4 er bij en vanaf 15 april 1919 nam tramlijn 13 de route via het Binnenhof over van tramlijn 4. Voor het passeren van de drie lage poortjes van het Binnenhof waren alleen de Haagse motorwagens 1-20 en 151-168 geschikt (de zogenaamde 'Laagdakkers'). Motorwagen 164 is bewaard en staat in het Haags Openbaar Vervoer Museum. Vanwege het enkelspoor in de poortjes was er een sein-inrichting door middel van klap-borden met het woord "STOP". Ter hoogte van de Ridderzaal was er een stukje dubbelspoor, zodat de trams elkaar konden passeren. In 1919 krijgt lijn 4 een andere route en komt niet meer op het Binnenhof. Bij omleidingen werden andere lijnen soms tijdelijk door het Binnenhof geleid, mits er voldoende lage trams beschikbaar waren.
Na de aanleg van een trambaan in 1924 over de nieuw aangelegde Vijverdam (on-officiële naam) tussen Buitenhof en Lange Vijverberg, werd per 24 december 1924 de route van de tramlijnen 3 en 13 via het Binnenhof verlaten. De trams reden voortaan tussen Buitenhof en Plein via de Lange Vijverberg, de Korte Vijverberg (heen) en de Lange Houtstraat (terug). Tegenwoordig is het Binnenhof alleen nog toegankelijk voor vergunninghouders, fietsers en voetgangers.

## Trivia
- Het Binnenhofcomplex en de Gevangenpoort zijn eigendom van de Rijksoverheid en in beheer bij het Rijksvastgoedbedrijf.
- Het complex behoort tot de Top 100 van de Rijksdienst voor de Monumentenzorg
- Het complex maakt deel uit van het Rijksbeschermd gezicht 's-Gravenhage - Binnenhof
- In de Haagse miniatuurstad Madurodam staat een model op schaal 1:25 van het Binnenhof.

## Afbeeldingen

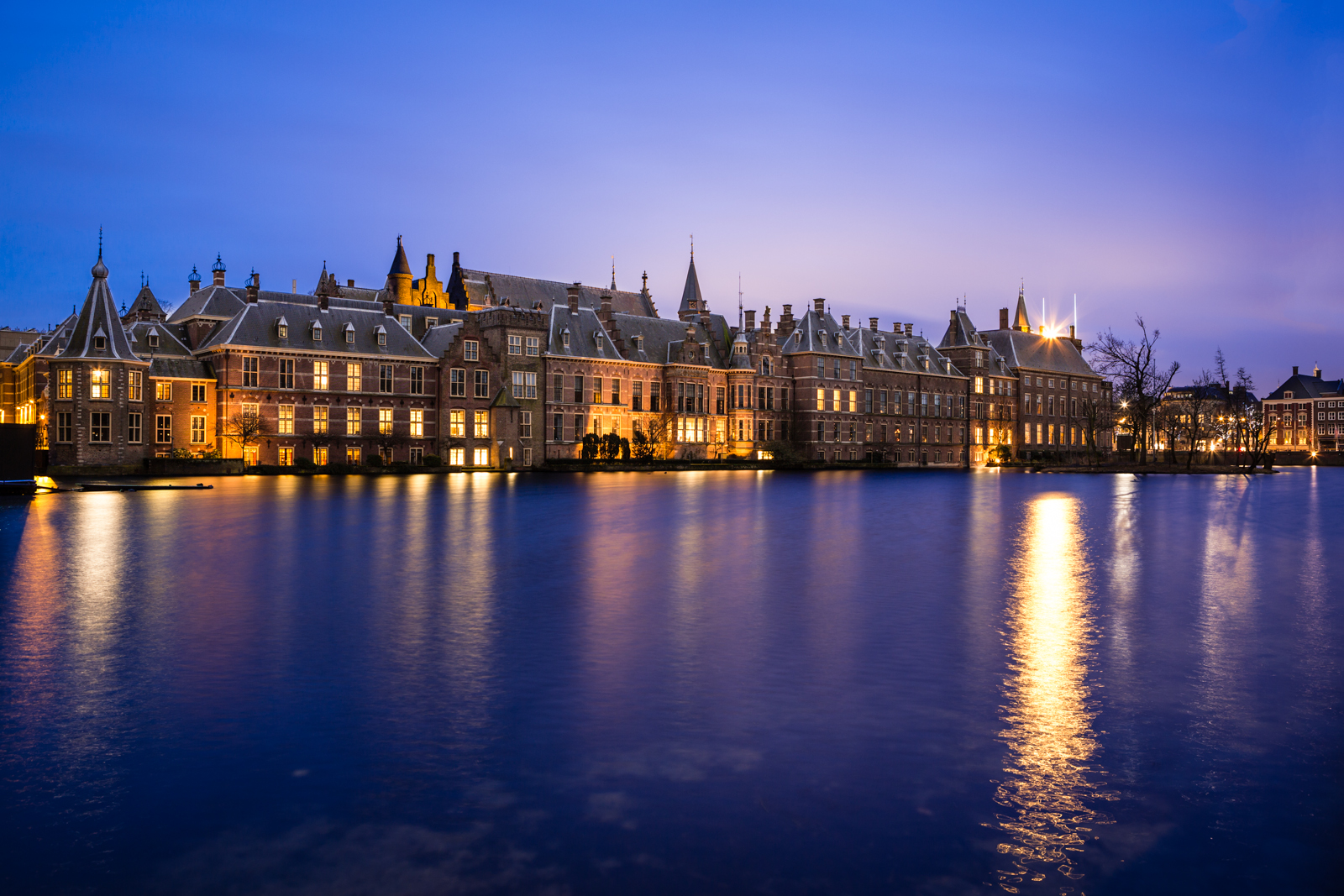
Het Binnenhof en de Hofvijver tegen de avond
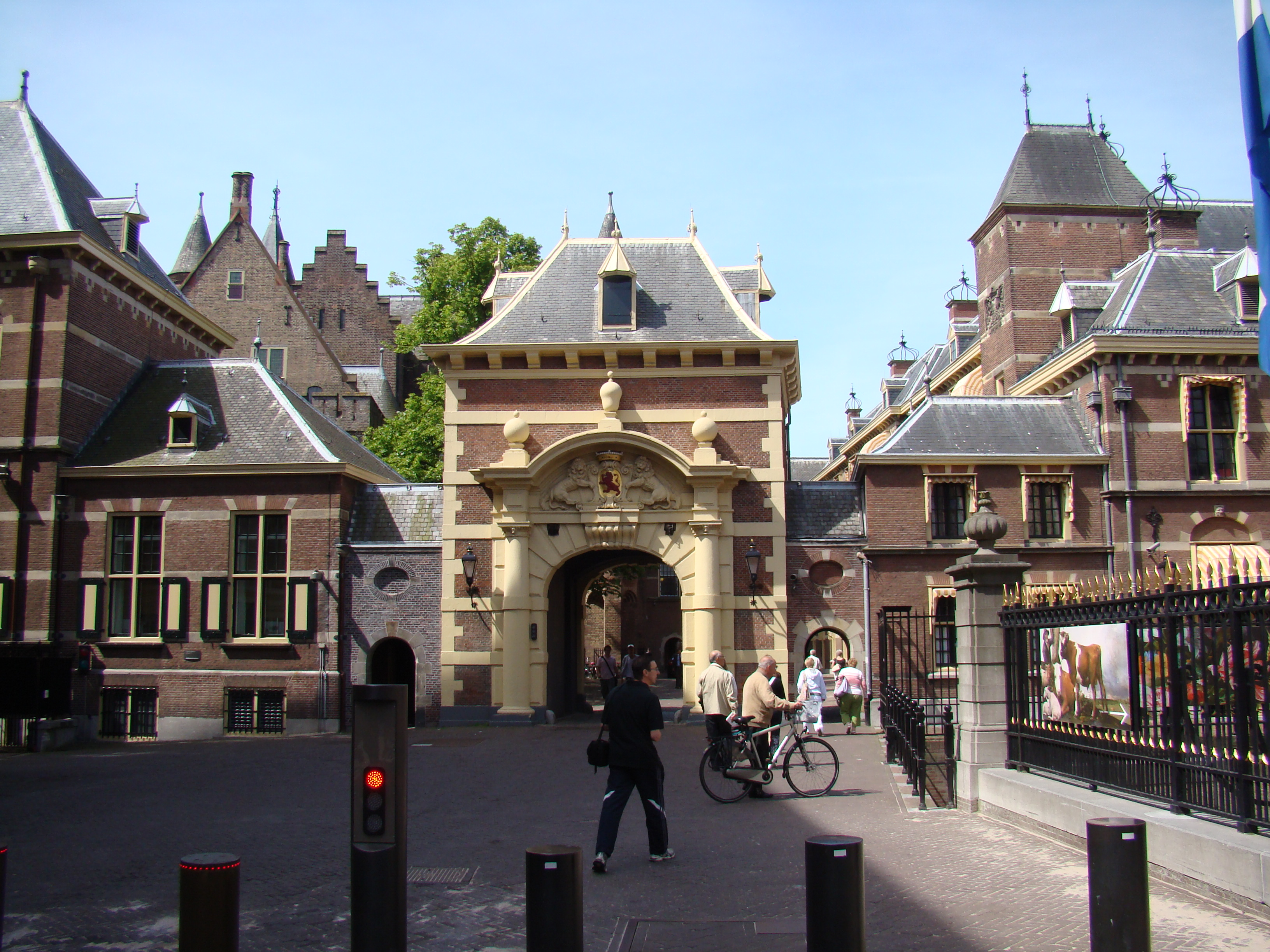
Mauritspoort naast het Mauritshuis
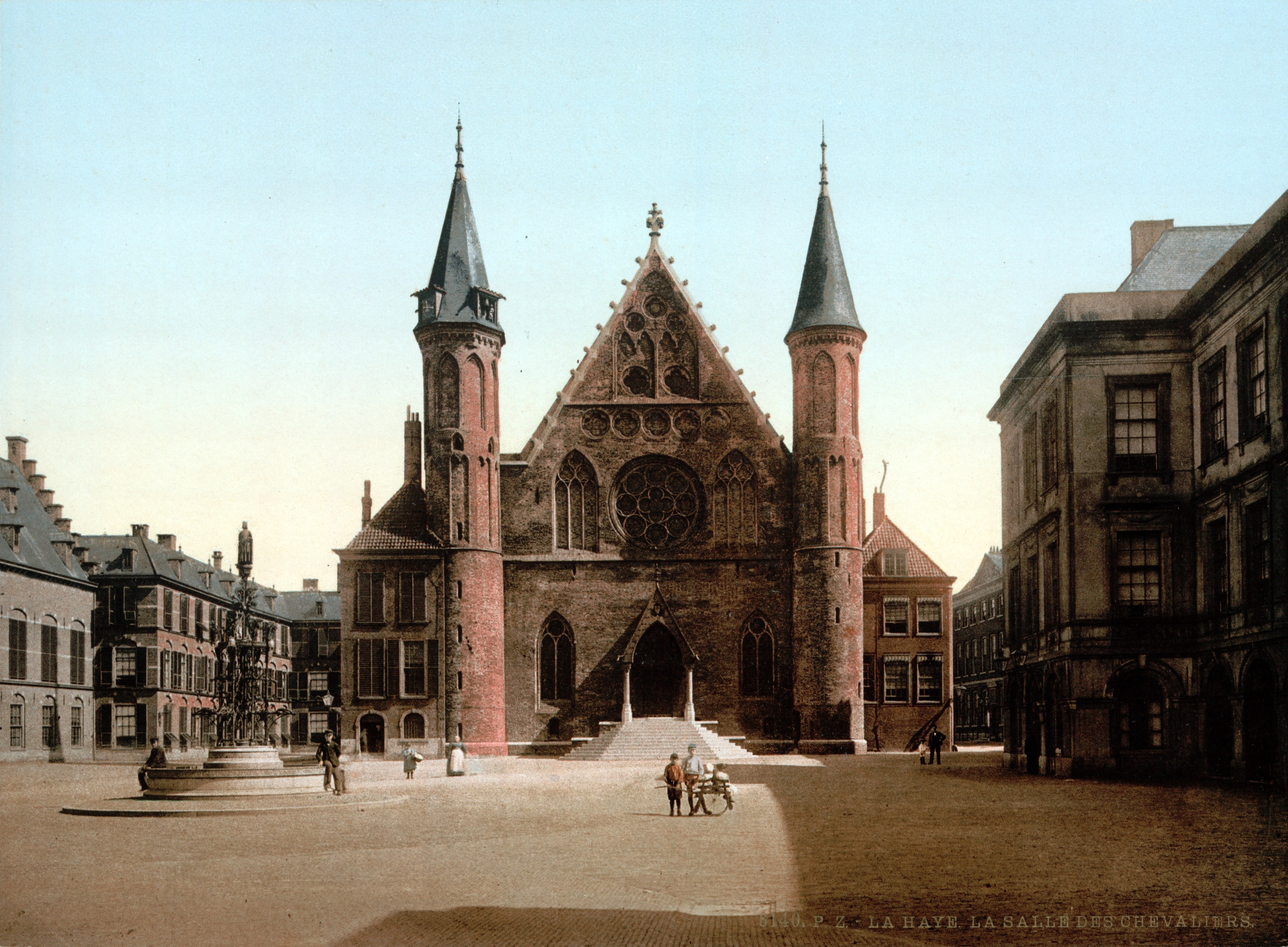
De Ridderzaal in 1900
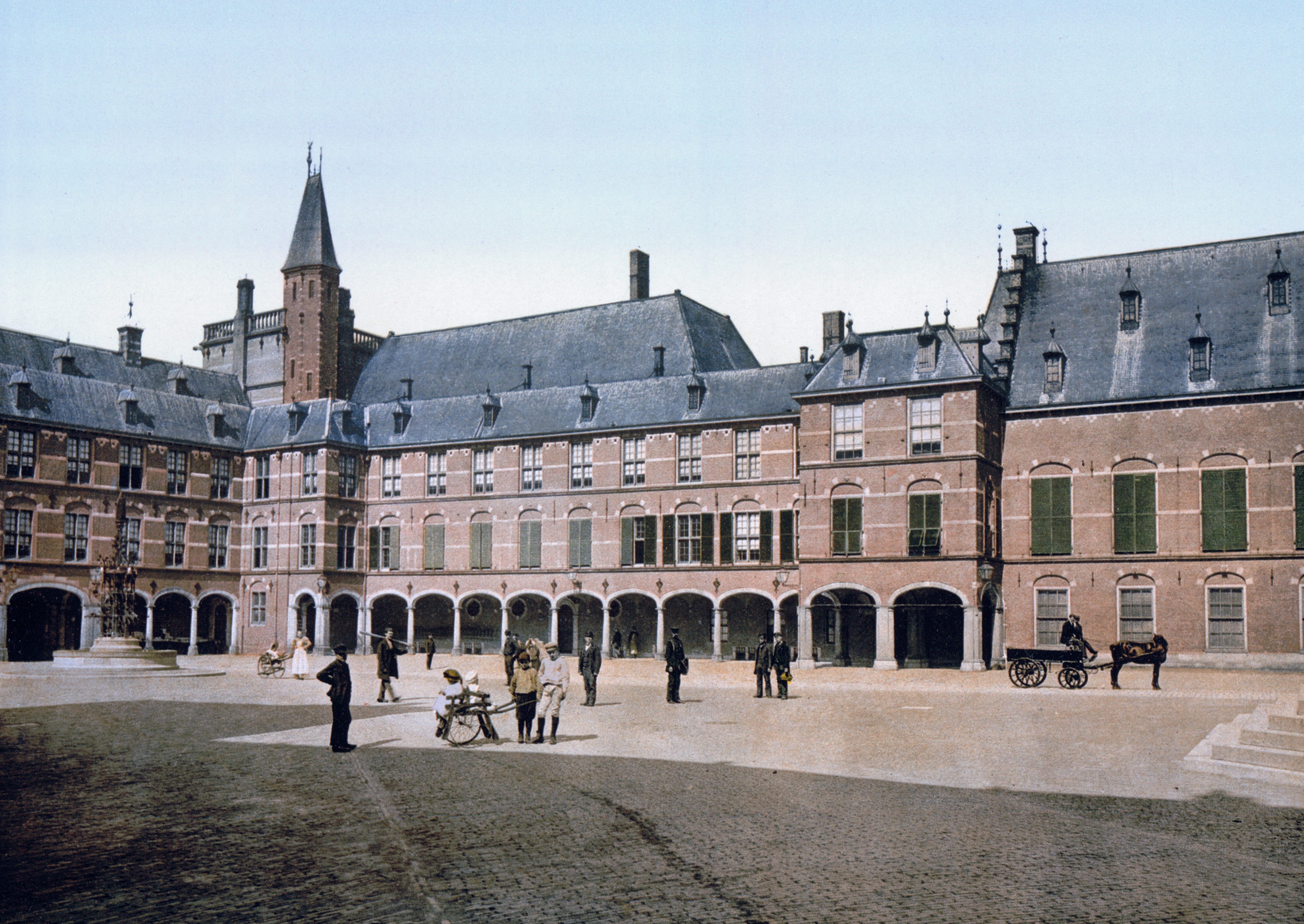
Het Binnenhof in 1900; in de hoek de Mauritstoren
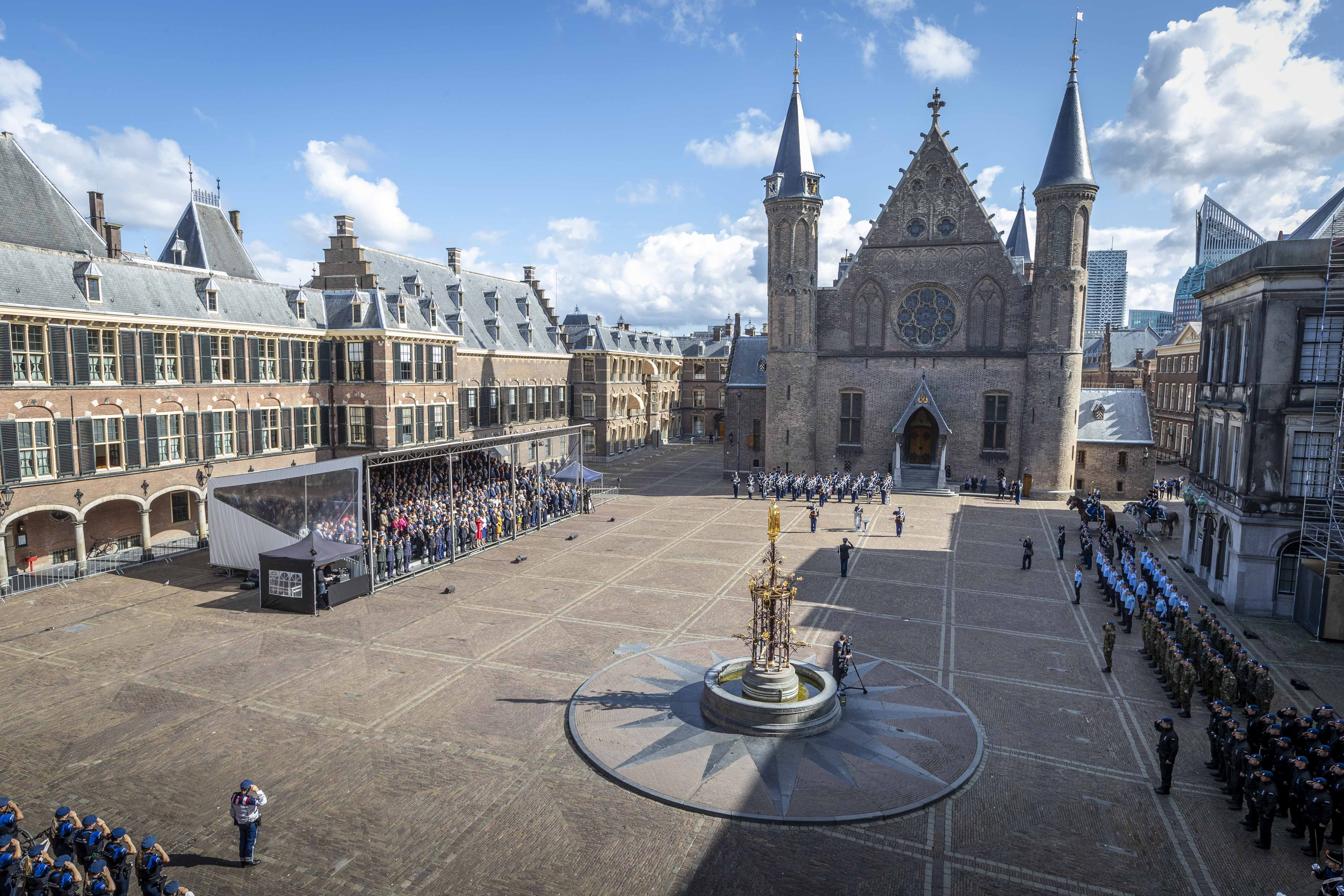
Commando-overdracht Koninklijke Marechaussee in 2019
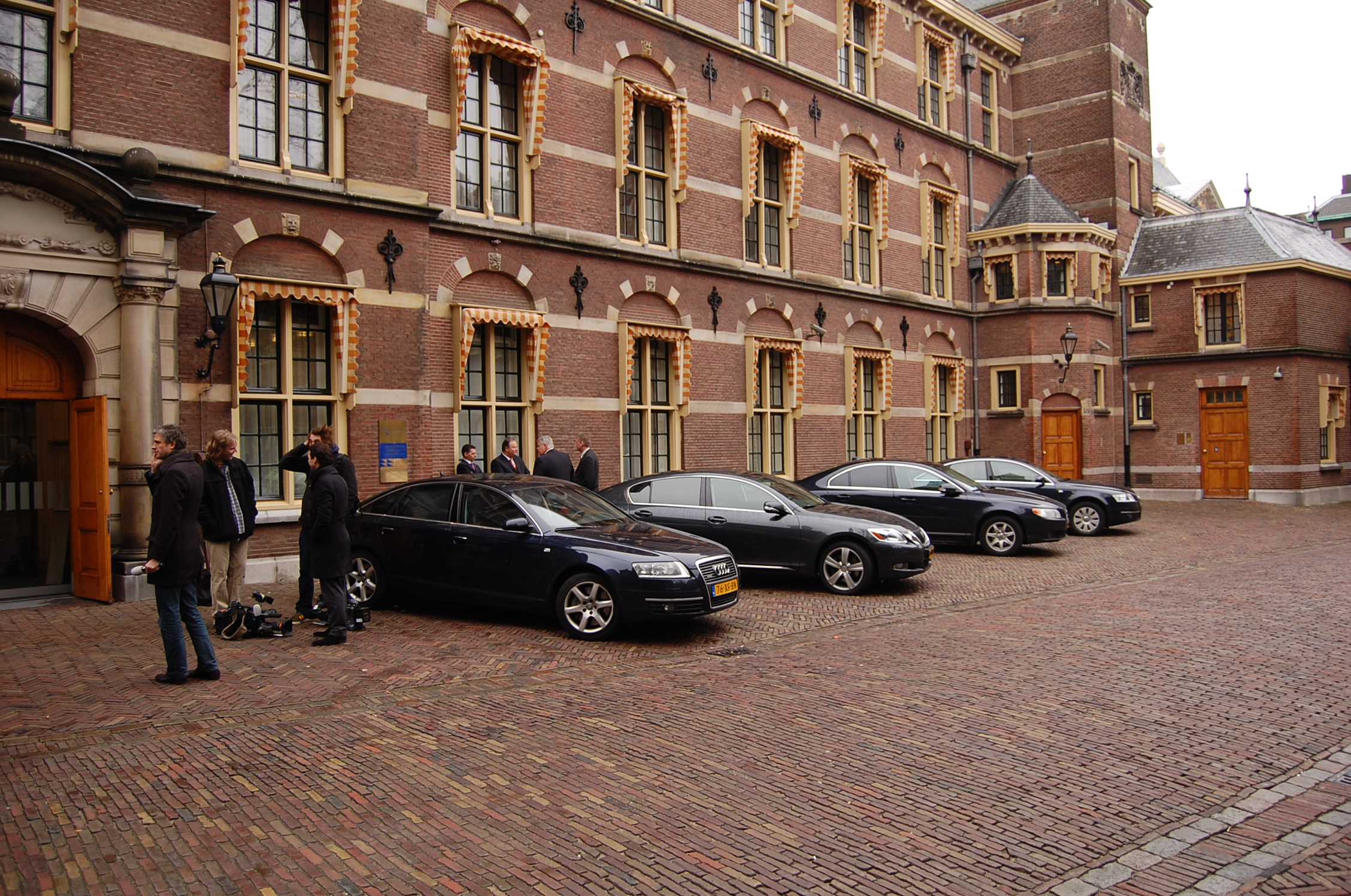
Auto's van ministers voor het Ministerie voor Algemene Zaken
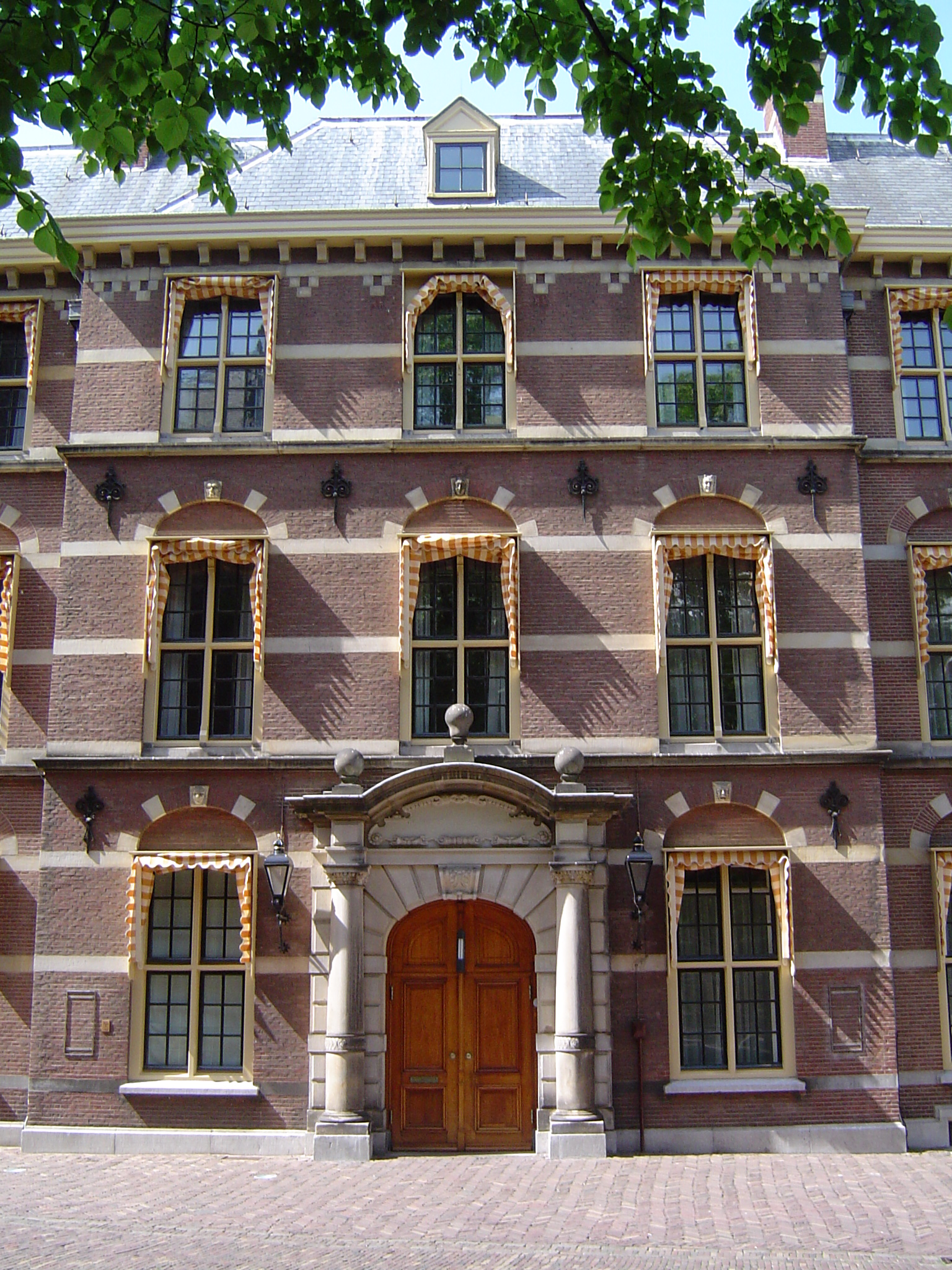
Gevel van het Ministerie voor Algemene Zaken aan het Binnenhof
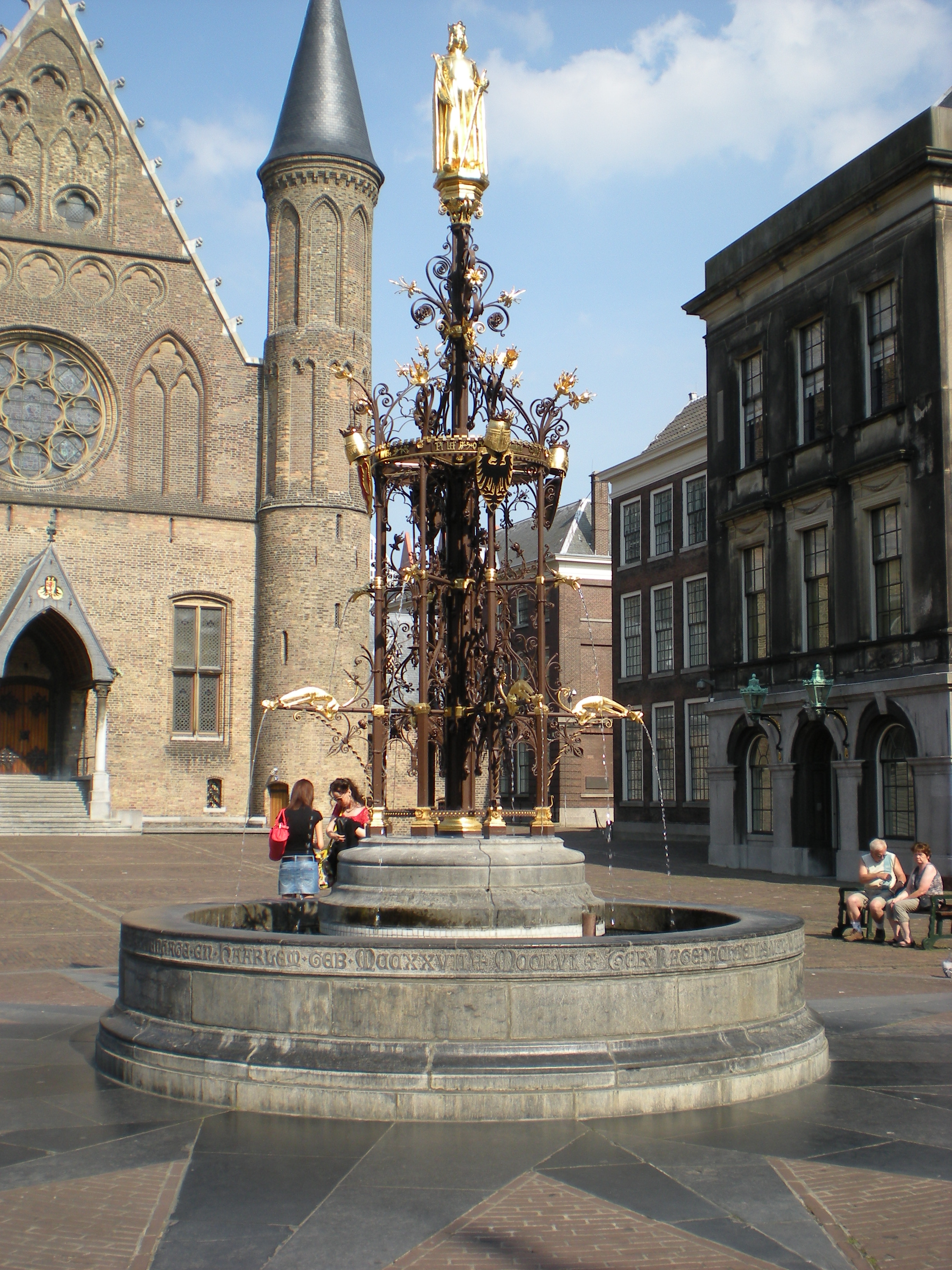
De fontein op het Binnenhof
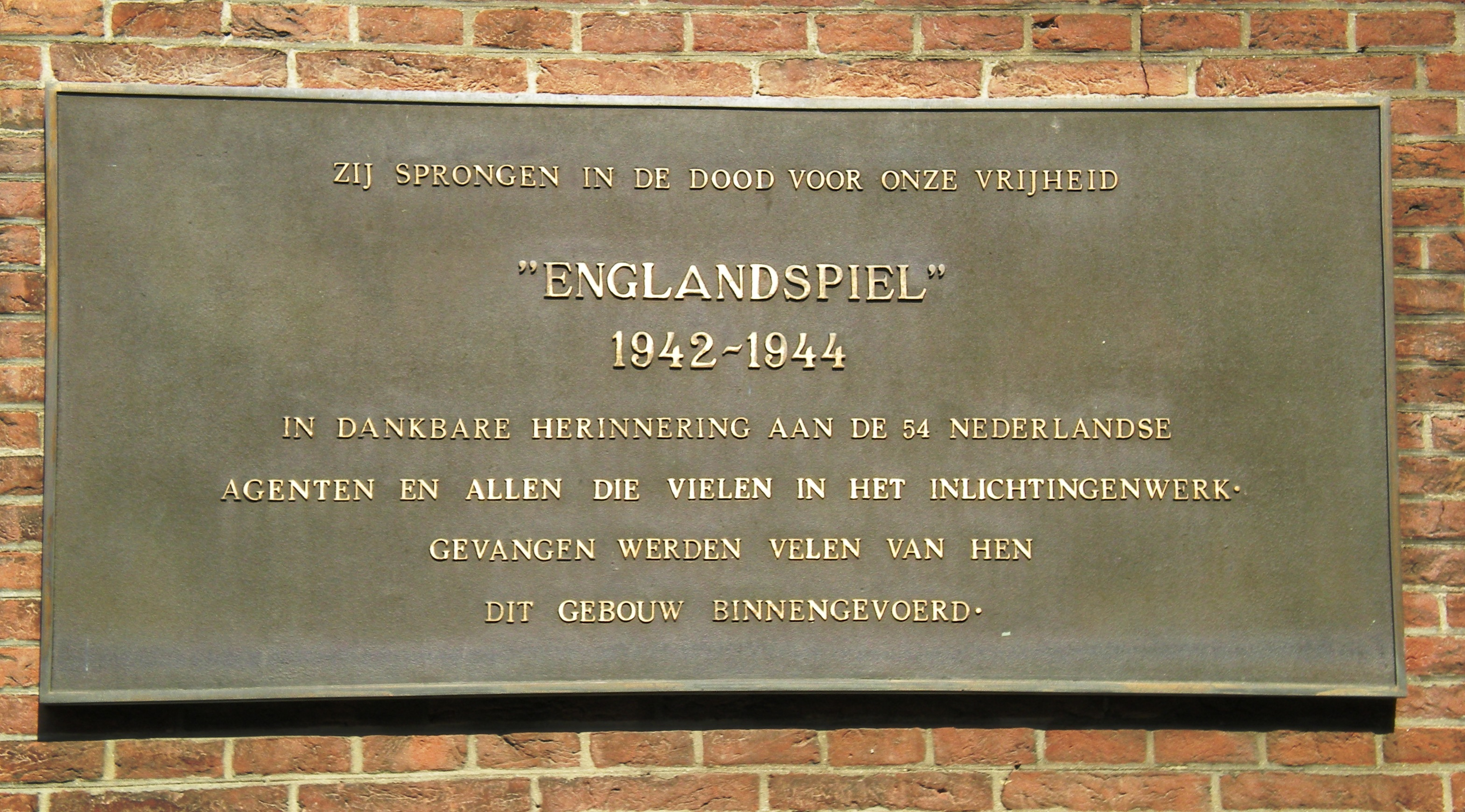
Plaquette Englandspiel op het Binnenhof
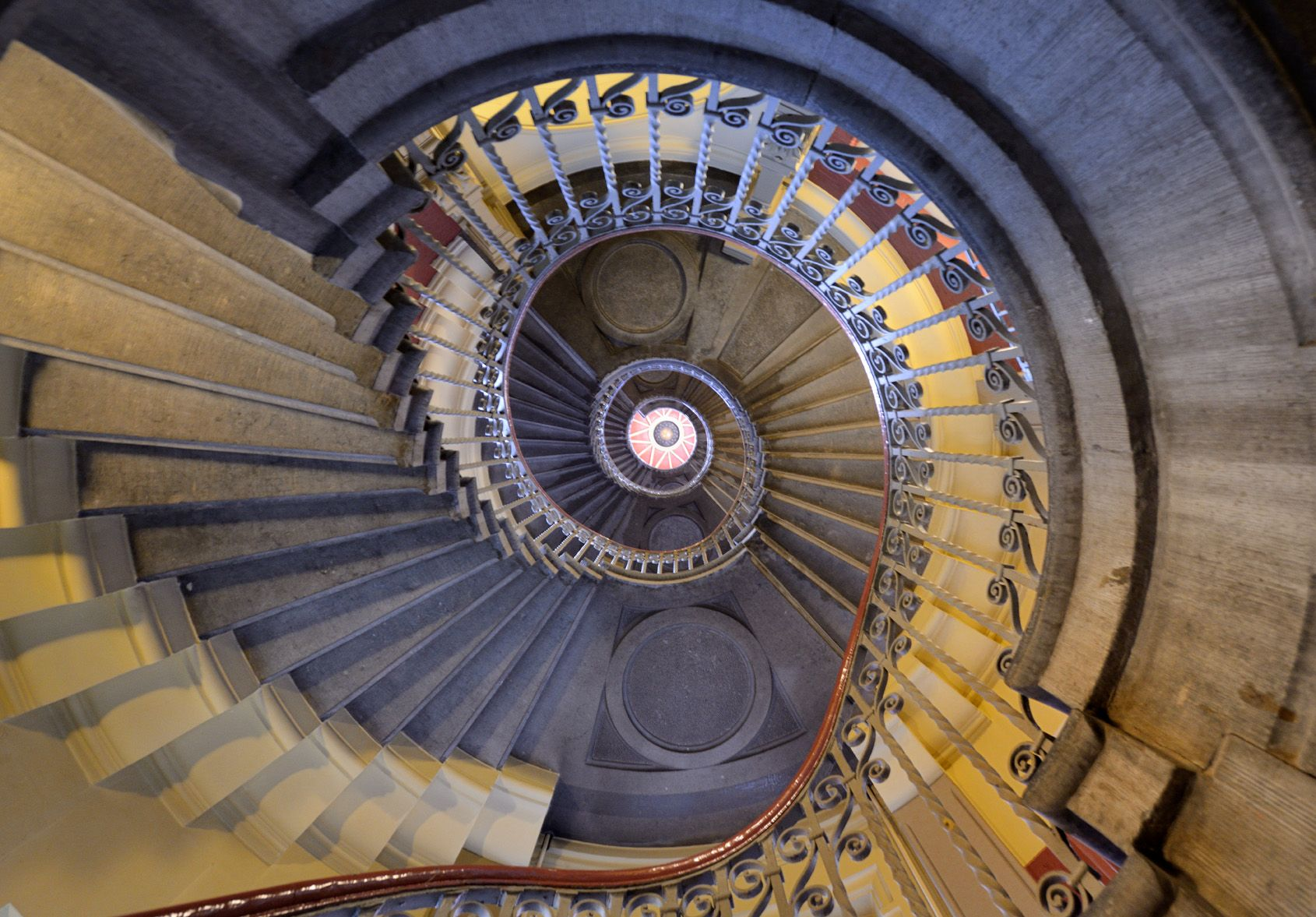
Trappenhuis in Tweede Kamergebouw
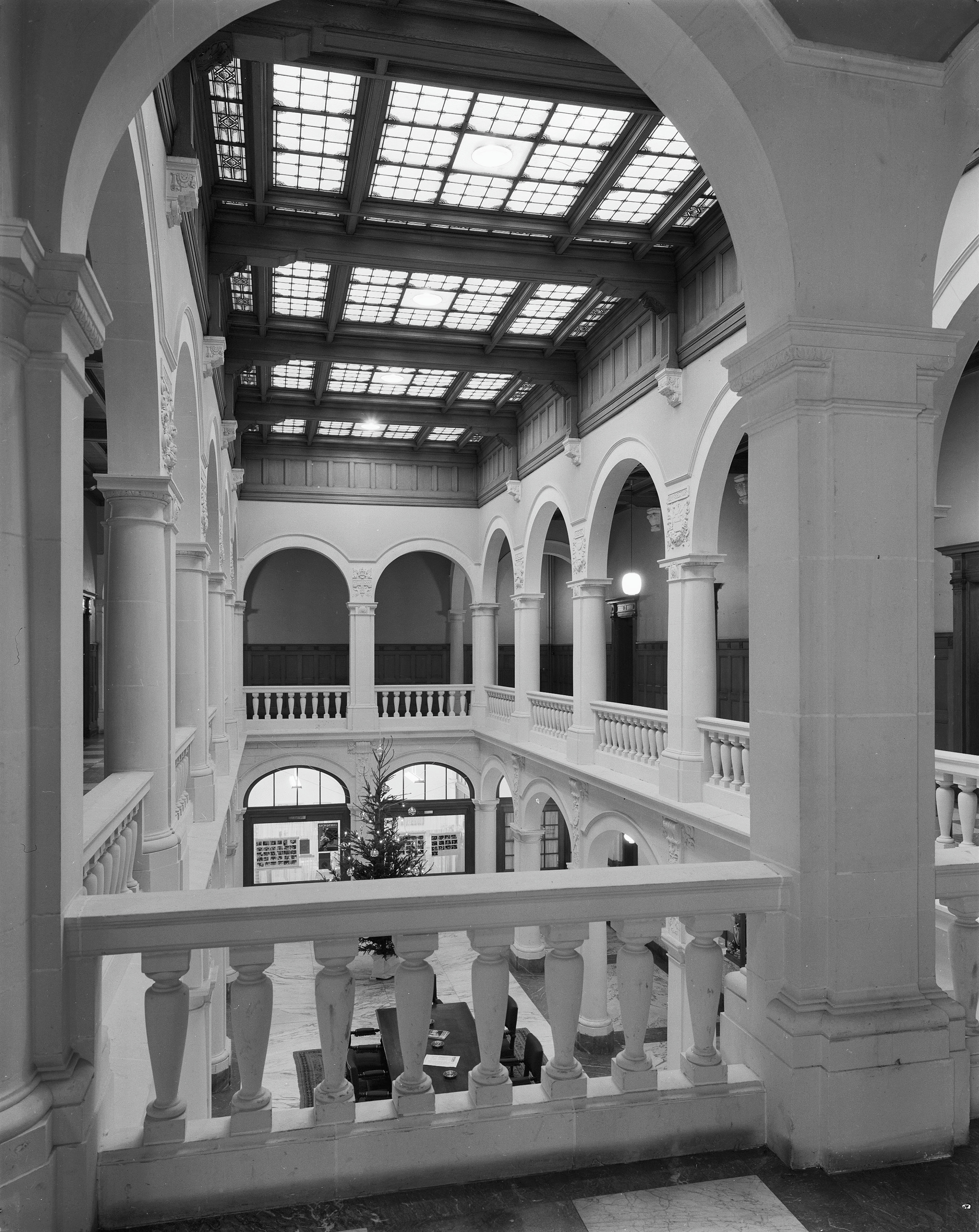
De Witte Galerij van het ministerie van Algemene Zaken
- Propagandafilm uit januari 1942 van de Filmdienst der NSB. Eedaflegging op het Binnenhof door leden van de WA voordat zij zullen vertrekken naar het Oostfront.